# История Азербайджана
История Азербайджана — история Азербайджана с древнейших времён до наших дней. Территория Азербайджана была населена ещё со времён палеолита (стоянки первобытных людей обнаружены в Азыхской пещере, Гобустане и т. д.). С I века до н. э. по V век на территории современного Азербайджана существовало полиэтническое царство Кавказская Албания (до 387 года только на левобережье реки Кура), правобережные области Куры (Арцах и Утик) входили в состав Великой Армении, а юго-восточные регионы входили в состав армянской провинции Пайтакаран и Атропатены. С IV века государственной религией Армении становится христианство, и армяне начинают проповедовать христианское вероучение в Кавказской Албании.
В VIII веке территории Армении, Албании и Атропатены вошли в состав Арабского халифата, в регион начал проникать ислам и исламская культура. После распада халифата здесь образуется ряд армянских и мусульманских феодальных государств, в их числе Хаченское княжество, Ташир-Дзорагетское и Парисосское царства, Шекинское царство, государства Ширваншахов, Саларидов, Саджидов, Шеддадидов и Раввадидов. В IX—XI вв. территории Нахичевана и Нагорного Карабаха входили в состав Армянского царства Багратидов.
В XI веке данная территория попадает под власть Сельджукской империи, и в результате миграции тюркских племён начинается тюркизация древнего населения региона (албанские и иранские племена, армяне), что приводит к началу процесса формирования азербайджанского этноса, которое завершается в основном к концу XV века. В XII веке чась территории Аррана входит в состав Государства Ильдегизидов. В XIII веке начинается монгольское нашествие. Территория современного Азербайджана попадает под власть Хулагуидов и Тимуридов, после ослабления которых в регионе распространяется власть туркоманских государств Кара-Коюнлу и Ак-Коюнлу. В начале XVI века Закавказье входит в состав Сефевидского государства. С 1747 до начала XIX века существовали многоэтнические полунезависимые азербайджанские ханства. В начале XIX столетия территории, некогда занимаемые ханствами, переходят в состав Российской империи. Присоединённые территории делятся на губернии и уезды.
В 1918 году после распада империи на территории Восточного Закавказья объявляется независимость Азербайджанской Демократической Республики (до 1918 года у азербайджанцев не существовало собственной государственности, и в отличие от соседних грузин и армян, считавших себя продолжателями многовековой национальной традиции, мусульмане Закавказья рассматривали себя как составную часть большого мусульманского мира, уммы). До 1918 года название «Азербайджан» относилось в основном к территориям южнее реки Аракс, тогда как значительная часть территории современного Азербайджана исторически охватывает главным образом области Арран и Ширван. В апреле 1920 года образуется Азербайджанская ССР, которая с 1936 года входит в состав СССР. В 1991 году Азербайджанская Республика объявляет независимость и выходит из состава СССР.

## Доисторический период
Ашельский памятник Гараджа датируется возрастом от более 1 млн — 800 тыс. лет назад до 500 тыс. лет назад. В Азыхской пещере, где найдена нижняя челюсть пренеандертальца (азыхантроп), обнаружены следы костров, а также камни, которые расположены вокруг зольного пятна, что объясняется учёными как ранняя форма очага. Возраст — 600—700 тыс. лет.

## Древняя история

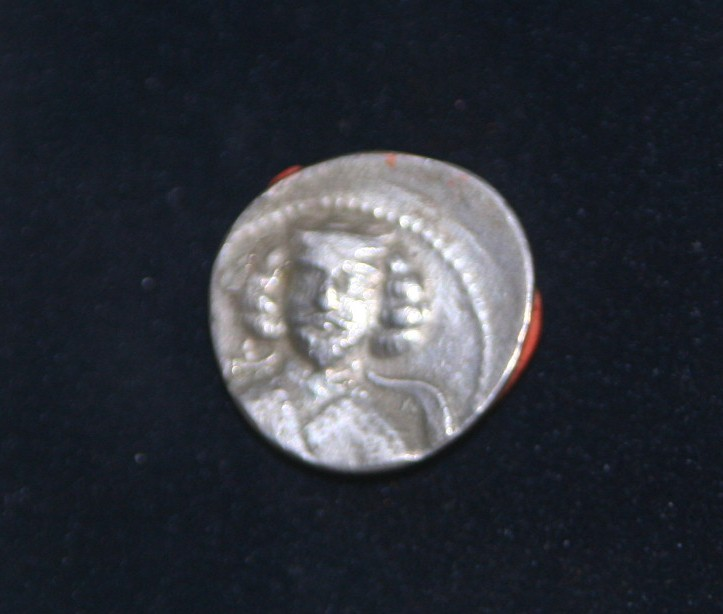
Серебряная драхма Дария Атропатены из Хараба-Гиляна. Музей истории Азербайджана (Баку)

Одним из первых государственных образований на территории современного Азербайджана было Скифское царство — Ишкуза, располагавшееся в основном севернее реки Аракс, но также включавшее в себя земли южнее её.
Часть территорий современного Азербайджана, которые расположены южнее реки Аракс, входили в состав Мидийского царства, а в конце VI в. до н. э. Закавказье вошло в состав державы Ахеменидов. После падения Ахеменидской империи Мидией Атропатеной (перс. Мад-и-Атурпаткан‎, Мидия Атропатова), или просто Атропатеной, после нашествия Александра Македонского стали называть северную часть Мидии, где создал себе царство последний ахеменидский сатрап Мидии, Атропат (Атурпатак). Другое её название у античных авторов — Малая Мидия. Географически Мидия Атропатена была расположена на территории нынешнего Иранского Азербайджана и юго-восточных районов Азербайджанской Республики в Иране и ограничивалась Араксом.

### Кавказская Албания и Великая Армения

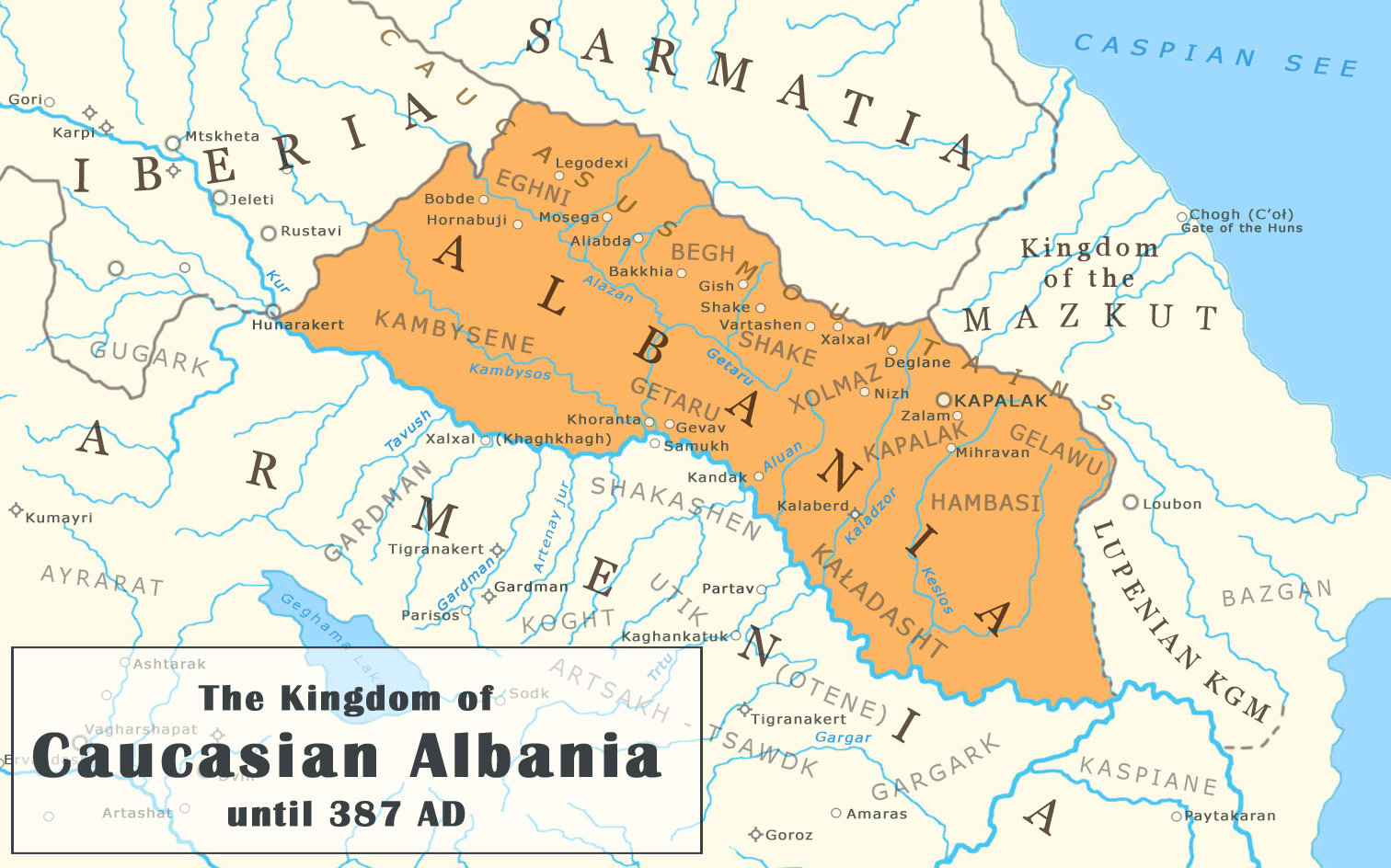
Территория Кавказской Албании до 387 года, согласно общепринятому научному мнению

На большей части территории современной Азербайджанской Республики в I тысячелетии до н. э. жили племена, известные под общим названием кавказские албаны. Эти племена говорили преимущественно на нахско-дагестанских языках лезгинской группы (само название современных лезгин произошло от легиев — одного из племён албанского союза). Непосредственным потомком письменного албанского (гаргарейского), то есть языка района Кабалаки, считается удинский язык. По сообщениям древнегреческого историка-географа Арриана, албаны впервые появляются на исторической арене уже в IV в. до н. э. Как полагают учёные, они подчинялись ахеменидскому сатрапу Мидии, а с падением Ахеменидской державы — царям Атропатены. По-видимому, в конце II в. до н. э. севернее Куры возникает албанский племенной союз, начинающий приобретать черты государственного образования. К этому времени албаны уже имели отделённое от народа войско и тяжёлую конницу. Страбон в I веке н. э. описывает албанов следующим образом:
«Албанцы  больше  привержены к скотоводству и стоят ближе к кочевникам; однако они не дики и поэтому не очень воинственны. Они живут между иберийцами и Каспийским морем; на востоке их страна прилегает к морю, а на западе граничит с иберийцами. (...) Люди там отличаются красотой и высоким ростом, вместе с тем они простодушны и не мелочны. У них обычно нет в употреблении чеканной монеты, и, не зная чисел больше 100, они занимаются лишь меновой торговлей. И в отношении прочих жизненных вопросов они высказывают равнодушие.  Точные меры и вес им неизвестны. К вопросам войны, государственного устройства и земледелия они относятся беззаботно. Однако сражаются они как в пешем строю, так и верхом и в лёгком и тяжёлом вооружении подобно армянам. (...) Албанцы вооружены дротиками и луками; они носят панцири и большие продолговатые щиты, а также шлемы из шкур зверей подобно иберийцам. (...) Их цари тоже замечательны. Теперь, правда, у них один царь управляет всеми племенами, тогда как прежде каждое разноязыкое племя управлялось собственным царем.  Языков у них 26, так что они нелегко вступают в сношения друг с другом. (...) Старость у албанцев в чрезвычайном почёте и не только родителей, но и прочих людей. Заботы о покойниках или даже воспоминания о них считаются нечестием. Вместе с покойниками погребают и всё их имущество, и потому живут в бедности, лишённые отцовского достояния».

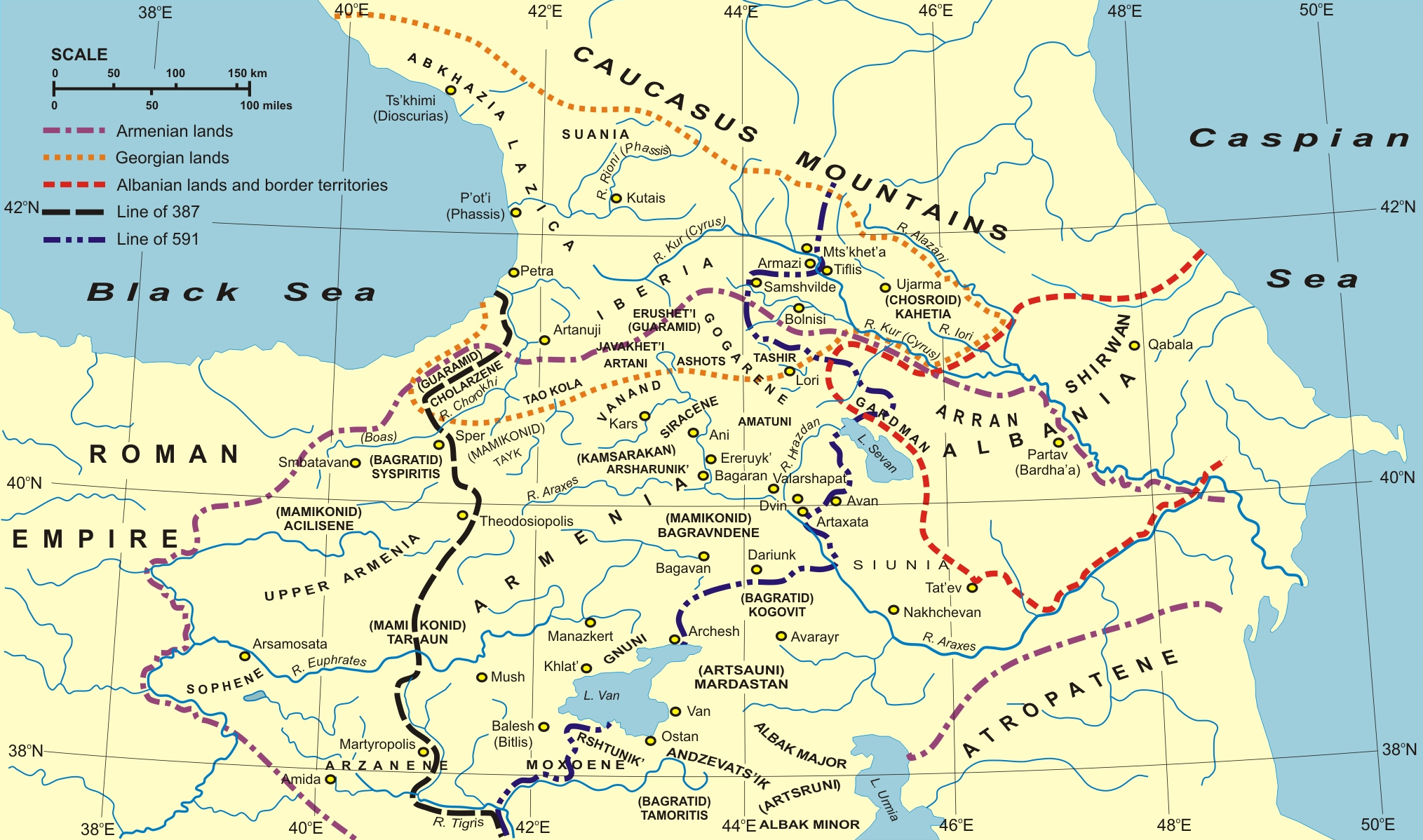
Закавказье в IV—VI веках по «Кембриджской истории Древнего мира»

Однако, пользуясь сообщениями Страбона о примитивности албан и их образа жизни, в них следует внести значительные поправки, и события того времени требуют более подробного изучения на основании результатов археологических исследований. Страбон зачастую сокращал и опускал отдельные сведения, «писавший свою „Географию“ вскоре после того, как западный мир столкнулся с албанами во времена походов Лукулла и Помпея на Кавказ (66—65 гг. до н. э.)». Так, например, в местности Ялойлу-Тапа, к юго-востоку от Шеки, были обнаружены древние погребения, датируемые IV—I веками до н. э. Найденный в погребениях Ялойлу-Тапа инвентарь говорит уже об оседлом образе жизни местного населения, уже тогда занимавшегося земледелием и овцеводством. Уже в конце II или в середине I в. до н. э. возникает государство Албания. Религия албанов представляла собой сочетание местных культов (главным образом культа природы и небесных светил, из которых особенно почиталась Луна) с проникшим из Атропатены зороастризмом. Во II веке н. э. Птолемей уже отмечает в Албании около 30 «городов» (укреплённых поселений). Столицами государства были города Кабала, а с середины V века н. э. — Барда (Партав). После военного похода римлян в конце I века н. э. под командованием Помпея, Албания вошла в сферу влияния Римской империи.

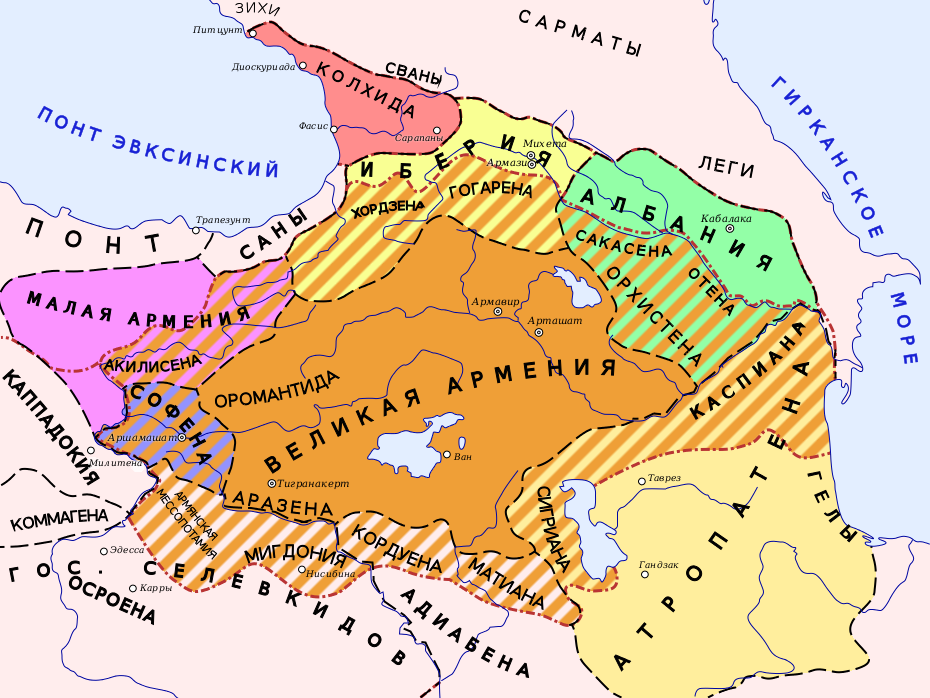
Государства Закавказья II—I вв. до н. э. согласно «Всемирной истории»

После битвы при Магнезии в 189 году до н. э. бывший селевкидский стратег Арташес (Артаксий) провозгласил независимость Великой Армении и основал династию Арташесидов. Армения стала значительно укреплять и расширять свои владения, подчинив почти всё Армянское нагорье. Во II веке до н. э. армянскими царями были завоёваны территории (Сакасена, Арцах/Орхистена, Утик/Отена и Каспиана), населённые различными албанскими, а также скифскими племенами. Энциклопедия Ираника на основе данных античных авторов утверждает, что миграции армян до берегов реки Куры имели место ещё в VII веке до н. э.
По мнению западного историка Роберта Хьюсена, населением Арцаха (Орхистена) и Утика (Отена) были преимущественно автохтонные племена неиндоевропейского происхождения. Иранские племена заселялись здесь во времена владычества Мидии и Ахеменидской империи.  Северо-западная, степная часть этой провинции (район современного Мингечаура) носила название Сакасена (арм. Шакашен) по имени ираноязычного народа саков или скифов, поселившихся на ней ещё в VII—VI веках до н. э. Во времена правления армянских царей, Страбон называет Сакасену «лучшей землёй в Армении»; по его словам, Сакасена «граничит с Албанией и рекой Киром». В то же время кавказское население этих областей постепенно ассимилировалось с армянами, и уже на рубеже н. э. Страбон утверждал, что все области Армении «говорят на одном языке», что однако никак не может быть истолковано как свидетельство о том, что население состояло только из этнических армян.

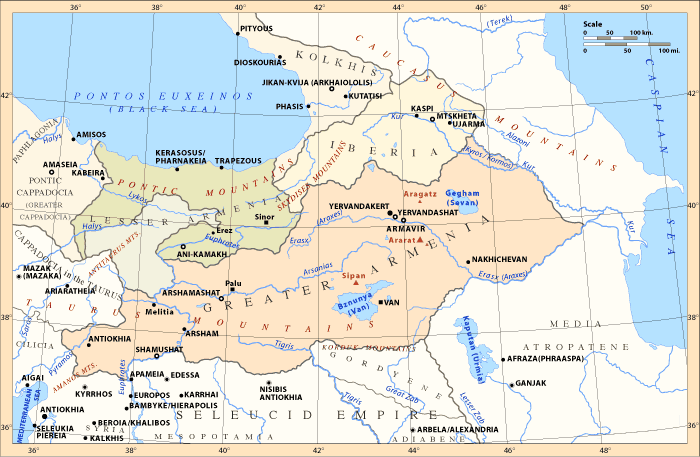
Великая Армения в период правления династии Ервандуни (ко II в. до н. э.) по версии Р. Хьюсена

Современные армянские историки, ссылаясь на древнеармянского историка Мовсеса Хоренаци, сообщавшего, что область Утик составляла часть Армянского царства Ервандидов в конце правления Ерванда IV (ок. 200 г. до н. э.), датируют начало арменизации Карабаха IV веком до н. э. Возможность существования этой точки зрения допускали Р. Хьюсен и британский историк Д. Лэнг, отмечая, что данные территории, вероятно, входили в состав Ервандидской Армении. Французский историк-кавказовед Жан-Пьер Маэ называет IV век до н. э. датой начала арменизации правобережья Куры.
Как отмечает академик Дьяконов, в наше время неизвестно, где именно в древнем Закавказье проходили языковые границы, так как эта проблема, по-видимому, не занимала самих жителей: для них была важна общинная, государственная, а к концу античности — и конфессиональная идентичность. В результате, к средним векам в районах, расположенных на стыке ареалов различных языков Закавказья, языковые границы начали совпадать с конфессиональными. В VII веке армянский географ Анания Ширакаци писал, что «албанцы отторгли у армян области: Шикашен, Гардман, Колт, Заве и ещё 20 областей, лежащих до впадения Аракса в реку Кур». Утик он описывает как 12-ю провинцию, некогда Великой Армении, которой (к тому времени) «владеют албанцы».

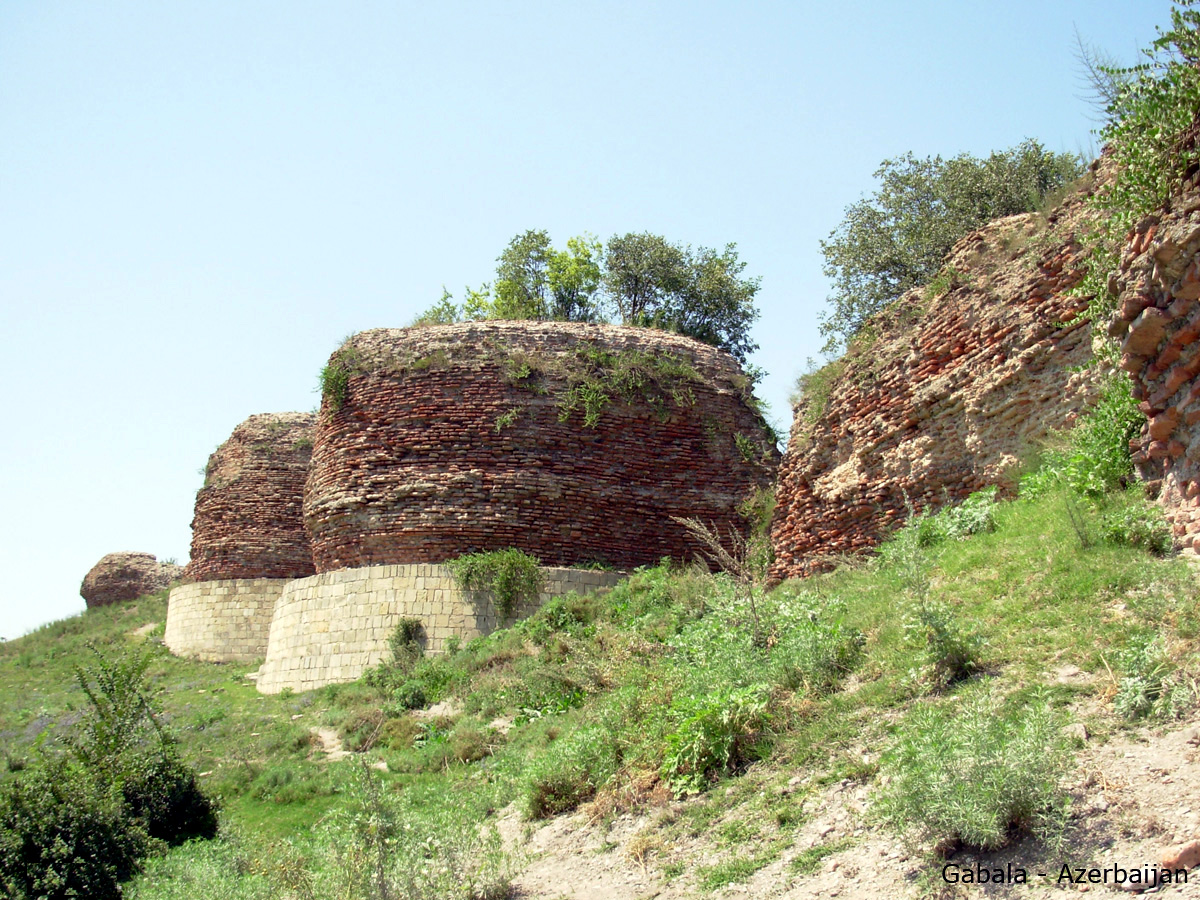
Руины крепостных стен древней Кабалы (Кабалака). Фундамент из белого известняка был построен в XX в. во избежание обрушения останков башен)

Каспиана — район Муганской степи и Талыша, которую, согласно Страбону, армянский царь Арташес I завоевал у мидийцев. Тем не менее уже во времена Страбона эта территория принадлежала Кавказской Албании. Во II веке н. э. Армения вновь захватила регион, который стал называться Пайтакаран, но во времена Ширакаци, то есть после 387 года, эта провинция вновь отошла от Армении, на этот раз к Атурпаткану, теперь уже как к части сасанидской державы. Население Пайтакарана состояло из различных ираноязычных племён. Согласно Ширакаци, территория нынешней Нахичеванской Республики того периода была частью двух, подвластных Армении, провинций: земли по Араксу, гавары Нахчаван (с главным городом того же имени) и «обильный вином» Гохтан (район Ордубада) входили в состав наханга (провинции) Васпуракан, тогда как более северные земли принадлежали гаварам Чахук (ныне Шахбузский район) и Ернджак (Джульфинский район) наханга Сюник. Округ Нахичевани, по-видимому, был центром владений одного из княжеских домов Армении — Мардпетакан. Титул носили династические князья из рода мардов, каспио-мидийского или матиено-маннейского происхождения, родовым доменом которых являлся Мардастан. Согласно Фавсту Бузанду, в самой Нахичевани были поселены евреи, выведенные Тиграном Великим из Палестины; когда во время персидского нашествия на Армению в 369 году город был взят персами, они вывели оттуда «две тысячи семей армян и 16 тысяч семей евреев».
Таким образом самое позднее с начала II века до н. э. до раздела Великой Армении в 387 г. н. э., в течение примерно шести столетий, армяно-албанская граница проходила по реке Куре. В указанный период области Сакасена, Арцах, Утик и Гардман (современный Нагорный и Равнинный Карабах) находились в составе армянского государства.
Официально, как государственную религию, Кавказская Албания приняла христианство от Армении. В IV веке н. э., следуя примеру армянского царя Трдата III, царь Урнайр был крещён в Армении святым Григорием Просветителем приняв христианство. В восточной части Албании широко распространяется армянский язык, тогда как в прикаспийском районе — среднемидийский язык, предок современного талышского языка. В этот же период возникает албанская письменность, изобретённая армянским просветителем Месропом Маштоцем, который и сам некоторое время жил и проповедовал в Албании и внёс вклад в христианизацию края. В ту же эпоху Албания подвергается нашествиям кочевников — гуннов и хазар. Армянское влияние усилилось тем более, что в 387 году к Албании отошли от Армении земли по правобережью Куры: провинции Отена, Орхистена и часть Каспианы c армяно-албанским населением, которое было частично арменизировано. В раннем Средневековье албанское население было частью арменизировано, частью иранизировано и Албания уже к X веку превратилась в историческое понятие. Однако, по сообщениям мусульманских географов, ещё в X веке население окрестностей столицы Албании — Барды говорило на албанском языке. Эти же арабские авторы сообщают, что за Бардой и Шамуром, на территории нынешнего Нагорного Карабаха, жили армяне.

## Средние века

### Арабское завоевание и исламизация

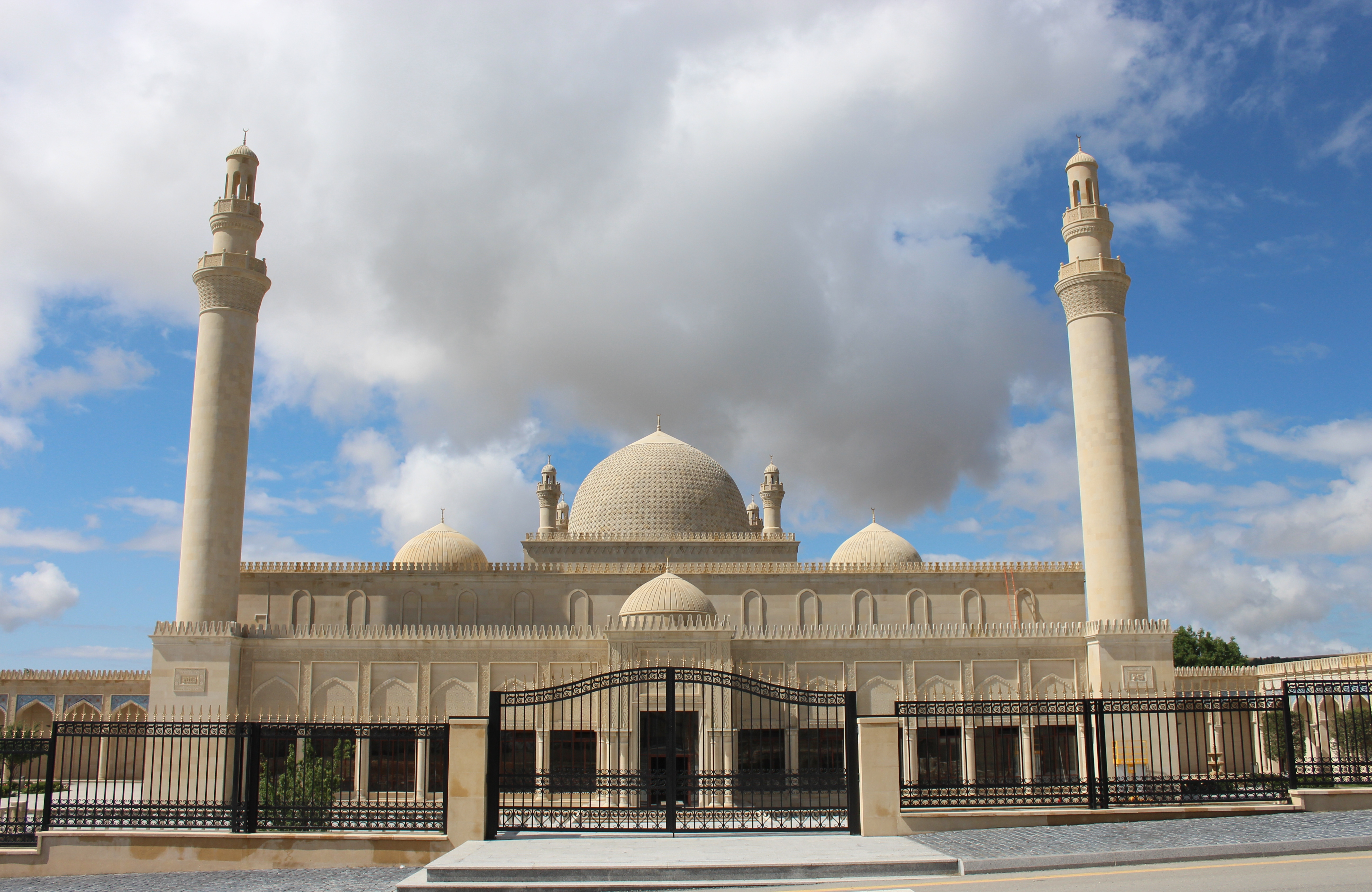
Шемахинская джума-мечеть VIII века после реконструкции — одно из старейших исламских зданий на территории Азербайджана

Первое столкновение персов с арабами произошло в 637 году близ столицы государства Сасанидов — города Ктесифона. В рядах персидской армии сражались и албанцы во главе с Джеванширом. С 642 года начинается завоевание арабскими полководцами Восточного Закавказья. Сюда стали переселяться многие арабские роды и даже племена, составившие господствующий слой населения; часть арабов была переселена по распоряжению халифов, для обеспечения политического преобладания. Вместе с тем, в отдельных областях кое-где оставались и местные князья, признавшие власть арабов. Под властью арабов население Восточного Закавказья продолжает говорить на своих языках (лезгинских в Албании, иранских в прикаспийских областях), однако господствующей религией становится ислам. В Средней Азии подобный этнический субстрат привёл к формированию таджикской народности.
По сообщению историка Балазури, уже в период правления халифа Али ибн Абу-Талиба (656—661) большинство местного населения приняло ислам. На севере этот процесс несколько затянулся. Исламские завоевания во многих местах осуществлялись мирным путём, а в некоторых — силой оружия. На захваченных территориях язычникам предлагалось принять ислам. Те, кто соглашался, платили закят и получали право участвовать в боях в рядах мусульман. Принимавшим участие в боевых действиях полагалась доля от военных трофеев. На завоёванных территориях арабы облагали местных жителей налогами, заключали мирные договоры, продолжали свои походы, а затем возвращались назад. При отказе населения платить налоги начинались нашествия. Несколькими веками позже большая часть земель Албании вошла в составе государства Ширваншахов.

#### Восстание Бабека
В 816—837 годах в Иране вспыхивает крупное антиарабское и антиисламское восстание, возглавляемое предводителем хуррамитов зороастрийцем Бабеком. Главной движущей силой восстания были крестьяне и ремесленники — последователи учения хуррамитов, боровшихся против власти Арабского халифата, феодальной эксплуатации и ислама. К персидскому восстанию Бабека примкнули многие мелкие землевладельцы, страдавшие от арабского ига. Центром восставших была крепость Базз в провинции Азербайджан, южнее Аракса, и после изгнания арабских гарнизонов в руках восставших оказался почти вся территория современного Азербайджана и некоторые области современного Ирана; восстание охватило также Восточную Армению.
Восстание Бабека по своей силе и размаху было самым мощным на Ближнем и Среднем Востоке. После изгнания арабских гарнизонов в руках восставших оказался почти вся провинция Азербайджан и некоторые другие области Ирана; восстание охватило также Восточную Армению. За годы своей борьбы хуррамиты уничтожили шесть регулярных армий Халифата. По свидетельству источников, численность хуррамитов на юге Азербайджана и в Дейлеме доходила до 300 тыс. человек. Под влиянием восстания Бабека восстало население Джибала, Хорасана, Табаристана, Астрабада, Исфахана и других местностей. На этих землях была установлена власть хуррамитов, которые осуществляли ряд социально-экономических мер.
Война арабов с Византией и борьба с восстанием в Египте (830—833) несколько ослабили борьбу Халифата с повстанцами. Но после заключения мира с Византией в 833 халиф Мутасим (833—842) бросил все силы на подавление восстания. Местные феодалы, поддерживавшие хуррамитов, напуганные размахом народного выступления, предали Бабека и перешли на сторону его противников. Бабек был разгромлен, бежал в Хачен (Нагорный Карабах), но был выдан тамошним армянским князем Сахлом Смбатяном и казнён. Несмотря на поражение хуррамитского движения, народно-освободительная война под предводительством Бабека по мнению многих историков ускорила падение Арабского Халифата и облегчила освободительную борьбу других народов.

### Государство Ширваншахов

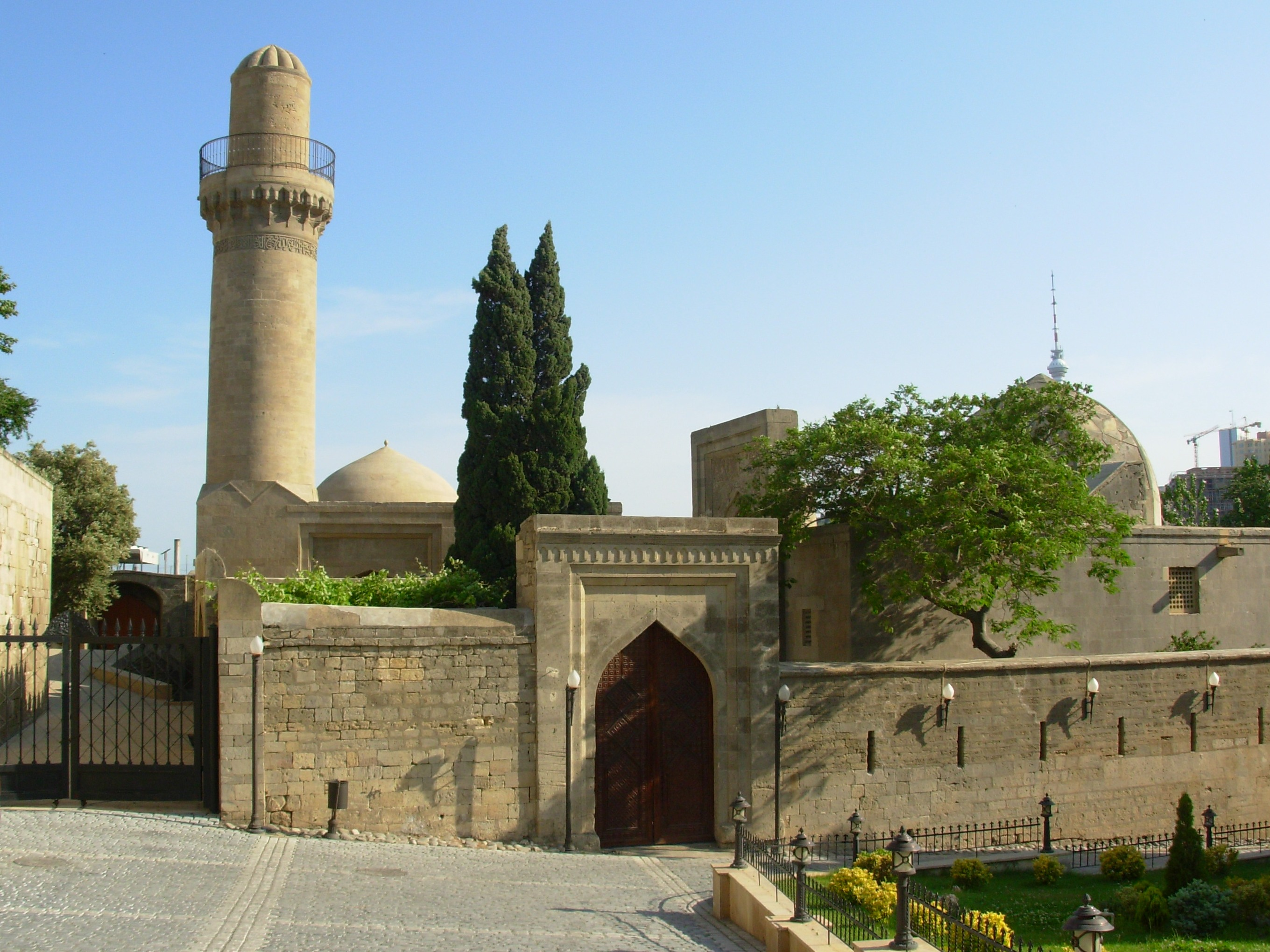
Дворец Ширваншахов в Баку, середина XV века

Арабские наместники Ширвана принимают титул ширваншахов и в результате центробежных тенденций Халифата в 861 году создают собственное государство c центром в Шемахе. В VII—X вв. территория современного Азербайджана подвергается неоднократным нашествиям хазар и русов. В XII веке столица Ширвана переносится в Баку, где в XV веке строится Дворец Ширваншахов. Государство Ширваншахов существует вплоть до XVI века, после чего поглощается Сефевидами. В течение истории здесь правили 3 династии арабского происхождения — Мазьядиды, Кесраниды и Дербенди. Ширваншахи были подвергнуты персизации из-за персидского культурного окружения. Они носили имена с героического иранского национального прошлого и претендовали на происхождение от сасанида Бахрама Гура.

### Армянские царства XI—IX вв.
Части территории нынешнего Азербайджана в древности входили в пределы армянских государств. Так, в конце IX века Нахичевань была отвоёвана у арабов вторым царём Армянского царства Багратидов — Смбатом I, который в 891/892 году отдал её на правах условного владения армянскому княжеству Сюника. В 902 году Смбат передал её владетелю Васпуракана Ашоту Арцруни, а после смерти последнего в 904 году — вновь владетелю Сюника Смбату, в результате чего возмущённый наследник Ашота Арцруни, его брат Гагик (считавший Нахичеван родовым владением васпураканских правителей), провозгласил независимость Васпуракана. Восточные границы армянского Сюникского царства доходили до реки Акера, гранича с армянским княжеством Хачен.

### Эмират Саджидов

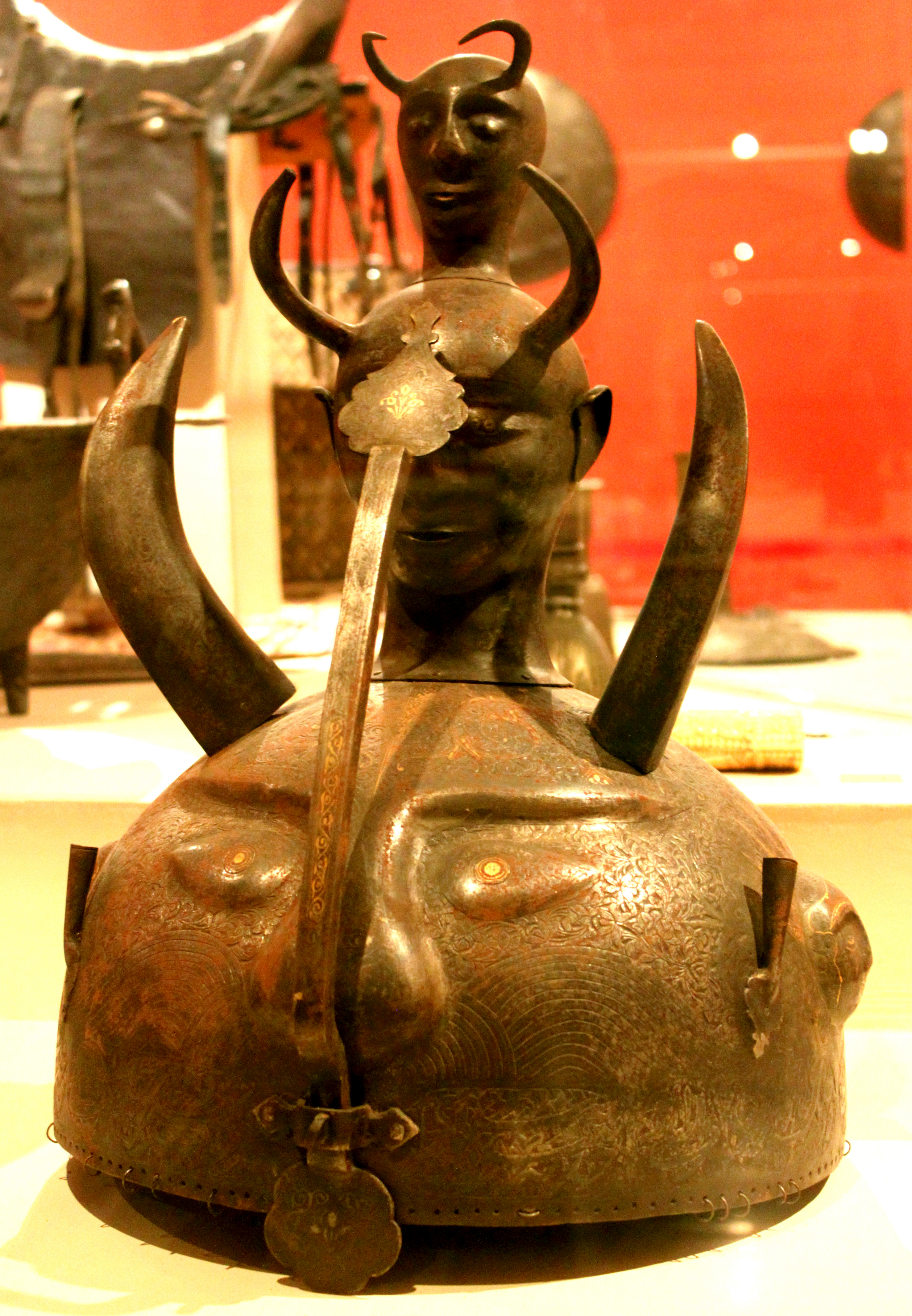
Шлем эпохи Саджидов. Национальный музей искусств Азербайджана

Во конце VIII века к власти в Ширване пришла арабская (впоследствии иранизировавшаяся) династия Йазидидов, быстро добившаяся фактической независимости от Халифата. Арран с 889 года входил во владения эмира Мухаммада, сына одного из победителей Бабека Абу-с-Саджа Дивдада. Мухаммад был назначен халифом наместником Армении и Азербайджана, пытался даже провозгласить свою независимость от халифа, но не преуспел. В целом однако, Мухаммад и его потомки Саджиды вели себя скорее как вассалы, чем как ставленники халифов. Они пытались восстановить в Закавказье твёрдую власть, поддерживая традиции Халифата. В 924 году Саджиды вновь провозгласили свою независимость от халифата, однако вскоре государство Саджидов пало в результате внутренних смут. В то же время мощное движение среди иранских племён — дайламитов и курдов — освободило Западный Иран от власти халифата. В 940-е годы провинцией Азербайджан и частью Аррана овладели Салариды (другое название — Мусафириды), происходившие от местных иранских правителей Дайлема к югу от Гиляна Саларидов.

### Эмират Саларидов
Салариды (или Мусафириды) — являлась правящей Исламской Иранской династией, известной главным образом своим правлением над Иранским Азербайджаном и частью Армении начиная с 942 до 979 гг. Правление Саларидов ознаменовало новый период в истории Ирана известный под названием «иранское интермеццо», длившийся с IX по XI века, и характерной особенностью которого было приход к власти коренных иранских династий.
Арабский писатель Ибн Мискавейх сообщает, что в 943/944 году русы захватили бывшую столицу Кавказской Албании богатый город Бердаа на притоке Куры реке Тертер.
В 971 году наместник Саларидов был изгнан из Гянджи при помощи местных жителей Фадлом ибн Мухаммедом, сыном курдского вождя Мухаммеда ибн Шеддада, бывшего ранее правителем Двина, принадлежавшей тогда правителю Иранского Азербайджана Марзубану ибн Мухаммаду, из рода Мусафиридов.

### Государство Шеддадидов
Шеддадиды — династия курдского происхождения, с 969—970 годов правили в области Арран со столицей в Гяндже, ранее находящемся в пределах владений Мусафиридов. После завоевания сельджуками Закавказья, стали их вассалами уже в 1054 году, а в 1072 году получили в вассальное владение бывшую территорию Анийского царства Багратидов, образовав Анийский эмират.
Фадл ибн Мухаммед, сын правителя Двина Мухаммада ибн Шеддада, передал власть над Гянджой своему старшему брату Али Лашкари, а вскоре после смерти последнего убил второго брата и стал править Арраном сам, приняв титул арраншаха (985—1036). Шеддадиды правили частью Аррана более 100 лет. В 1075 году сельджуки ликвидировали власть Шеддадидов в Гяндже, непосредственно присоединив Арран к своим владениям. В то же время в Иранском Азербайджане власть Саларидов свергла династия Раввадидов (979) — йеменского происхождения, объявившая своей столицей Тебриз.

### Эмират Раввадидов
Раввадиды — династия йеменского (арабского) происхождения, правившая в иранской провинции Азербайджан с середины VIII по XII века. Смешавшись с иранским населением Азербайджана последние подверглись курдизации. Расцвет династии приходится на 980-е годы. Ликвидированы сельджуками.

### Сельджукское завоевание и начало тюркизации
Начавшиеся в XI веке нашествия сельджуков сопровождались страшными опустошениями и разрушением многих городов Закавказья и имели огромные исторические последствия для региона. Впервые из Средней Азии сюда пришла большая волна тюркского населения. Отдельные группы тюрок проникали в регион и прежде, преимущественно с севера, — такие как хазары и булгары, но они не изменили этнический состав населения закавказских стран. Однако то же самое нельзя сказать о сельджуках. Эти племена прежде всего обосновались на превосходных пастбищах Южного Азербайджана (собственно Азербайджана) и Мугани, а затем и Аррана в юго-восточном Закавказье. Предгорная часть Аррана особенно интенсивно заселялась тюркскими кочевниками в течение XII—XV столетий, и постепенно древнее название Арран заменилось на Карабах. Что касается горных районов, к тому времени уже арменизированных, то они усиленно сопротивлялись тюркизации и стали прибежищем христианского населения.

#### Государство Ильдегизидов

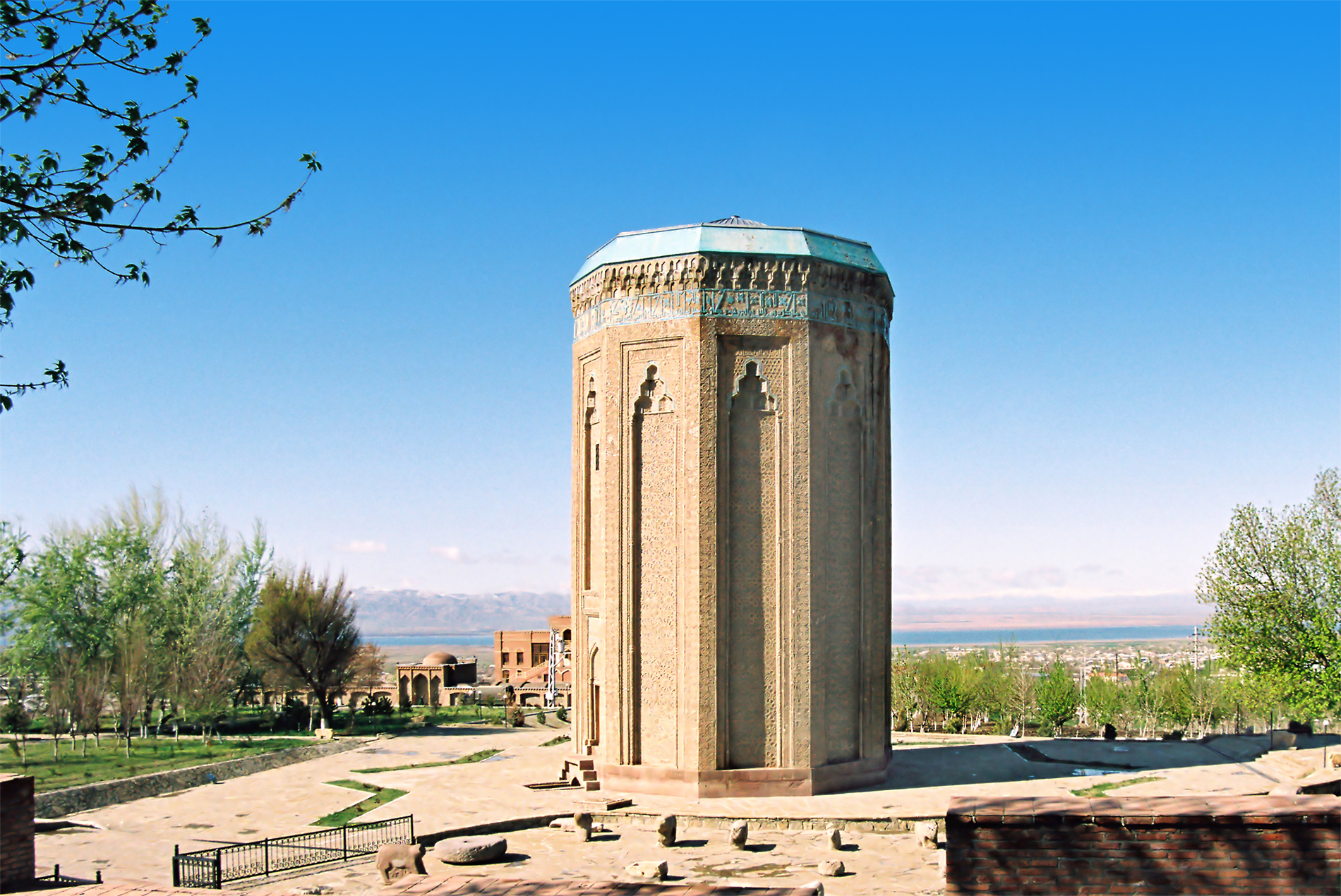
Мавзолей Момине хатун в Нахичевани, построенный в XII веке при Атабеках Азербайджана

Спустя 100 лет, с ослаблением сельджукского государства, внутри него возвысился кыпчакский (половецкий) гулям Шамс ад-Дин Ильдегиз, который в 1136 году получил в качестве икта (владения) Арран, а затем овладел также провинцией Азербайджан и, получив наследственный титул атабека, стал практически опекуном ослабевших сельджукских султанов и полновластным хозяином остатков распадающейся сельджукской империи; его сын Кызыл-Арслан в 1191 году даже отнял у сельджуков титул султана. В это время атабеки, овладевшие Западным Ираном, приходят в столкновение с хорезмшахами, овладевшими Восточным Ираном; в конце концов, государство атабеков было уничтожено последним хорезмшахом Джалал-ад-дином в 1225 году.

### Монгольское нашествие

#### Появление монголов

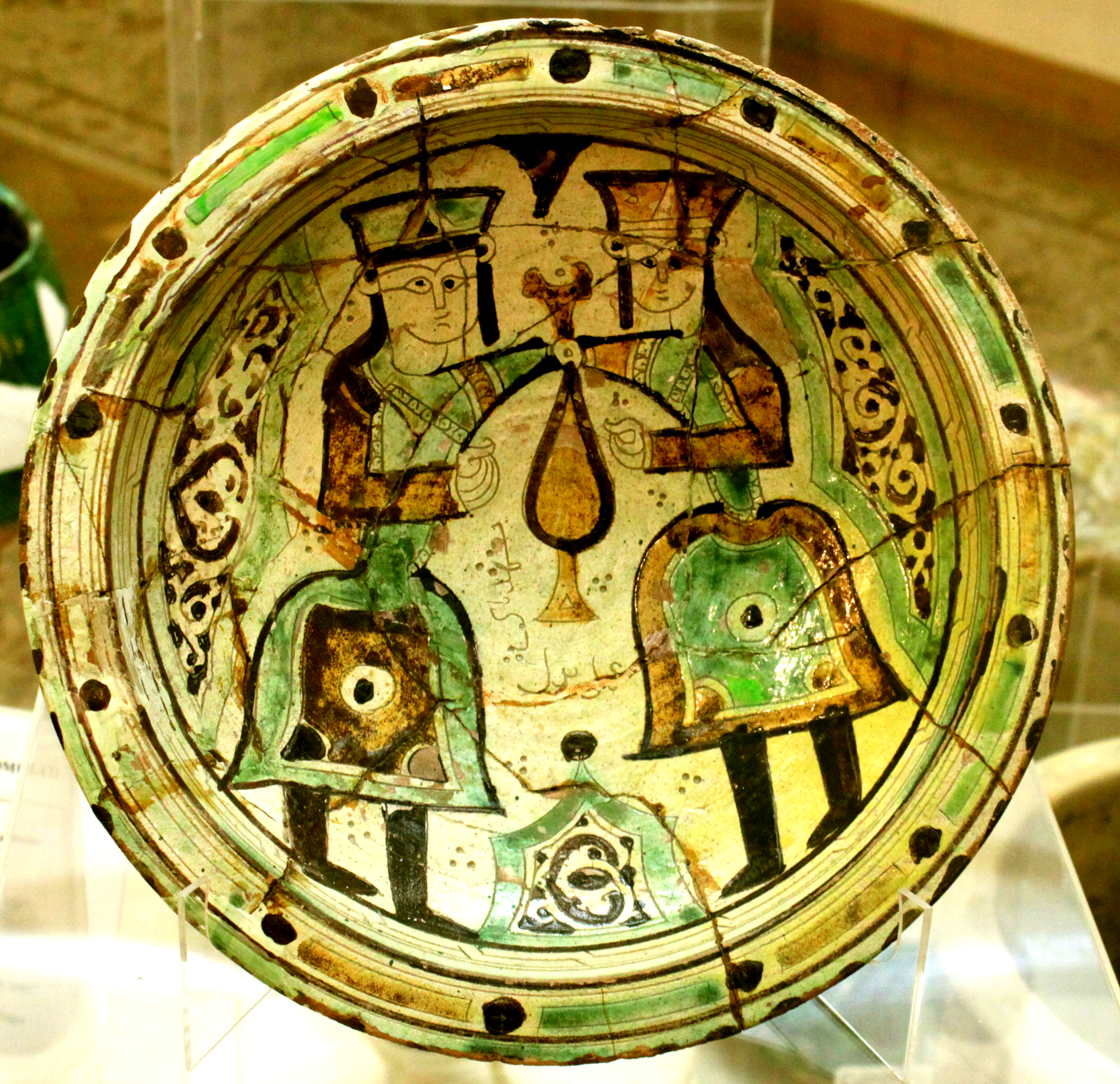
Посуда периода монгольского нашествия из Бейлагана. Музей истории Азербайджана

В течение 1220 и 1222 годов через территорию Азербайджана проносятся монгольские орды. Перед лицом опасности, угрожавшей народам Закавказья, правители Грузии и Ширвана предложили атабеку Узбеку объединиться и совместно выступить против монголов. Но монголы опередили союзников и первыми нанесли удар. В 1221 году монголы почти до основания разрушили города Марага, Ардебиль, Сараб, Хой, Салмас и Нахичеван. Печальной оказалась судьба известного торгово-ремесленного центра, богатого города Байлакана. Несмотря на отчаянное сопротивление байлаканцев, монголы ворвались в город, разграбили его и превратили в руины. В начале 1222 года монголы двинулись на Гянджу, но, встретив там ожесточённое сопротивление, ограничились получением дани. Затем их полчища осадили столицу ширваншахов — Шемаху. Шемахинцы нанесли монголам серьёзное поражение, и лишь после многих дней осады, когда защитники были доведены до полного истощения, вражеским войскам удалось проникнуть в город. Завоеватели разграбили Шемаху и перебили почти всё её население. В том же году монгольское войско полководцев Джебе и Субэдэя покинуло Ширван и ушло на север через Дербентский проход.

##### Второе появление монголов
В 1231 году монгольское войско под предводительством Джормагуна легко разбило Джалал-ад-дина и заняло Азербайджан (ныне Иранский Азербайджан). Была разграблена Марага, опустошены многие сёла. На очереди оказались области Аррана и Ширвана. Трагична была участь крупнейшего торгово-ремесленного центра — Гянджи. В 1231 году после длительных боёв город пал. Большинство его жителей было перебито, а сам город полностью разрушен. Мужественное сопротивление монголам оказали жители Шамхора, Баку и других городов. Однако Государство Ширваншахов, силы которого были в конец истощены во время предыдущего вторжения монголов и хозяйничанья в стране Джалал ад-дина, не был способен к длительной борьбе. Этому мешали также раздоры как между местными феодалами, так и между правителями Закавказья.

##### Государство Хулагуидов в Азербайджане
Через несколько десятилетий после монгольского нашествия территория современного Азербайджана в 1258 году включается в состав Монгольского Ирана Хулагуидов. Монгольское нашествие было страшной катастрофой для региона. Так, папский посол Рубрук, посетивший Нахичевань вскоре после её разгрома монголами, нашёл на месте этого некогда «величайшего и красивейшего города» «почти пустыню»: «Прежде в нём было восемьсот армянских церквей, а теперь только две маленьких, а остальные разрушили сарацины».
После падения монгольской династии в Ширване вновь возрождается государство Ширваншахов. В Азербайджане (юг Аракса) на месте бывшего государства Ильдегизидов в 1410 году образуется новое туркманское государство Кара-Коюнлу со столицей в Тебризе, возглавляемое огузским племенем Ивэ. Спустя полвека в 1467 году государство Кара-Коюнлу завоёвывается родственным туркманским племенем Ак-Коюнлу с территории восточной Анатолии.

### Государства Кара-Коюнлу и Ак-Коюнлу

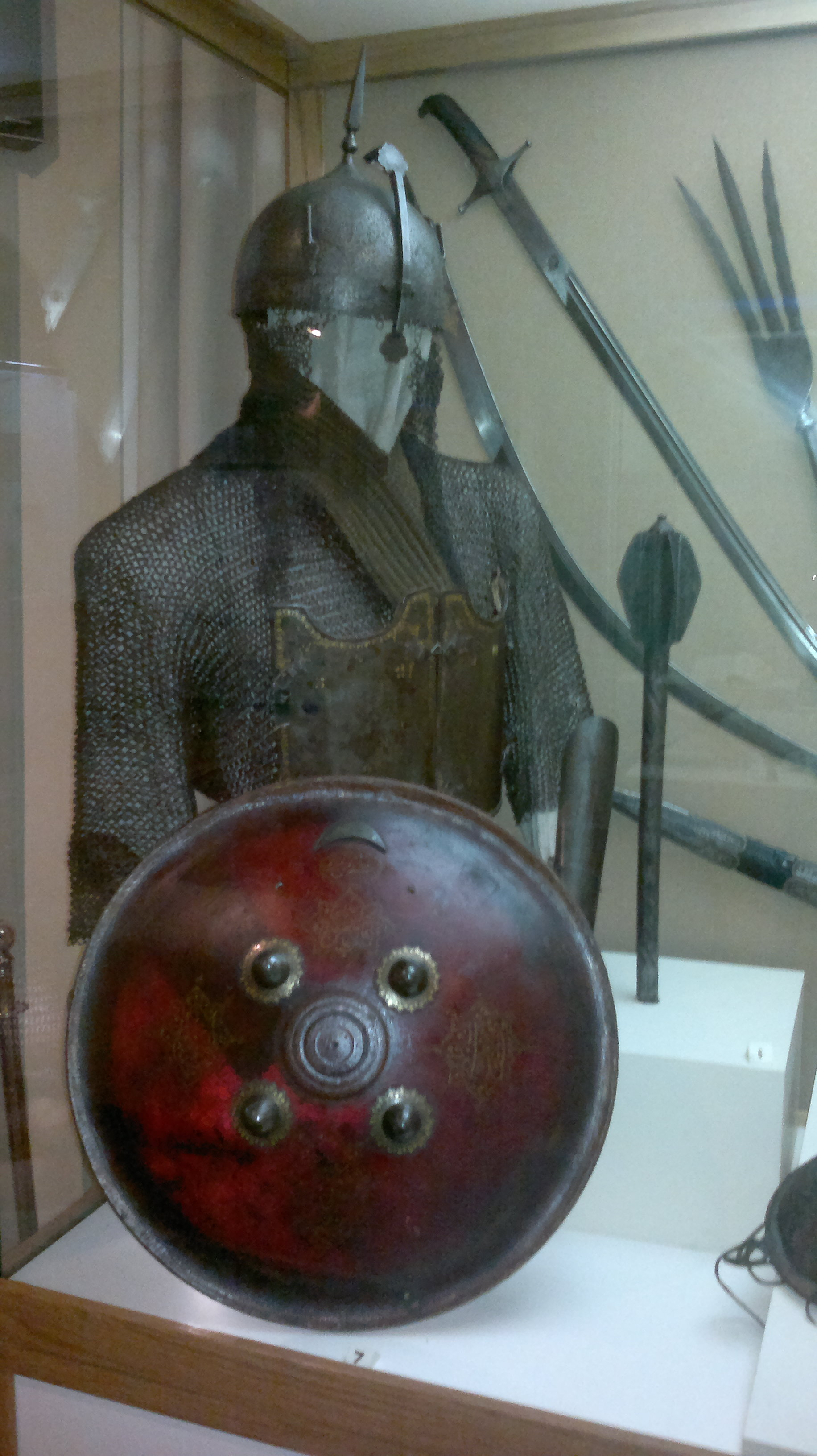
Оружие и броня воинов держав Кара-Коюнлу и Ак-Коюнлу в Музее истории Азербайджана

Смерть Тимура привела к скорому распаду его империи. Страны Закавказья оказались под властью или в сфере влияния сначала державы Кара-Коюнлу, а затем Ак Коюнлу. В этих государствах господствовала знать кочевых тюркских племен, в основном так называемых туркмен, то есть огузского происхождения. В XIV—XV вв. население Южного Азербайджана и равнинного Карабаха было почти полностью тюркизировано.
Ширван же на протяжении XV века сохранял самостоятельность. Эта область, а также небольшое княжество Шеки на северо-западе от Ширвана были богаты. На остальной территории Закавказья безраздельно хозяйничали тюркские орды сначала Кара Коюнлу, а потом Ак Коюнлу. Однако правители Ак Коюнлу, закрепившись в Западном Иране, восточной Малой Азии и Южном Закавказье, быстро поняли угрозу со стороны набиравшей силу Османской империи. Были сделаны попытки создать антиосманскую коалицию, в которую входили бы грузинские царства, Трапезундская империя и даже некоторые европейские государства. Но в 1461 году османы ликвидировали Трапезундскую империю, а в 1473 году при Терджане разгромили войска правителя Ак-Коюнлу Узун-Гасана.

### Завершение формирования азербайджанской народности
К концу XV века завершилась тюркизация населения Азербайджана и сформировался современный тюркоязычный азербайджанский народ, однако этническая граница между турками и азербайджанцами установилась только в XVI веке, да и тогда она ещё окончательно не определилась. В процессе этногенеза азербайджанцев участвовало также древнее коренное население Атропатены и Кавказской Албании, смешавшееся с мигрировавшими сюда в I тыс. до н. э. и I тыс. н. э. ираноязычными и тюркоязычными племенами. В XIV—XV веках возникает и самостоятельная азербайджанская культура, говоря о возникновении которой именно в XIV—XV вв., «следует иметь в виду прежде всего литературу и другие части культуры, органически связанные с языком. Что касается материальной культуры, то она оставалась традиционной и после тюркизации местного населения. Впрочем, наличие мощного пласта иранцев, принявших участие в формировании азербайджанского этноса, наложило свой отпечаток прежде всего на лексику азербайджанского языка, в котором огромное число иранских и арабских слов. Последние вошли и в азербайджанский, и в турецкий язык главным образом через иранское посредство. Став самостоятельной, азербайджанская культура сохранила тесные связи с иранской и арабской. Они скреплялись и общей религией, и общими культурно-историческими традициями».
Переселение тюркских племён на территорию современного Азербайджана продолжалось вплоть до XVI—XVII века. Уже в XVIII веке сформировался отличный от других тюркских языков азербайджанский язык (это название тогда ещё не использовалось) — один из определяющих признаков народа.

## Государство Сефевидов

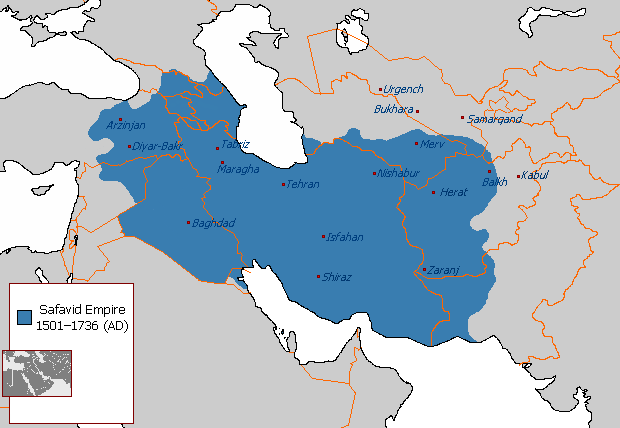
Государство Сефевидов с 1501 по 1722 — максимальная территория

В 1501 году на осколках государства Ак-Коюнлу образуется государство Сефевидов со столицей в городе Тебриз, затем Казвин. Его первым правителем и основателем правящей династии становится шейх суфийского ордена Сефивийе, возглавившего кызылбашей (союз тюркских племён устаджлу, каджар, саадлы, карадаглу, румлу, шамлу и т. д.), шах Исмаил I Сефеви, принявший в 1501 году титул шаха Азербайджана, в 1502 году титул шахиншаха всей Персии. Шах Исмаил I являлся потомком ардебильского шейха Сефи ад-Дина, происхождение которого покрыто тайной, высказывались мнения что он был курдом, тюрком, арабом и иранцем-азерийцем по языку. Первоначально азербайджанские тюрки составляли военно-политическую элиту Сефевидского государства, тогда как технические административные должности были в руках персов. Значительно возросла роль Тебриза, Шемахи, Баку, Ардебиля, Джульфы и других городов. Расширились международные торговые связи. Основной статьёй экспорта стал шёлк-сырец. Однако при шахе Аббасе I произошла иранизация Сефевидского государства. В 1598 году Аббас I перенёс столицу из Казвина вглубь Ирана — в Исфахан, что способствовало усилению влияния персидской знати при дворе и в государственном аппарате. Опорой шаха всё более становятся персидские феодалы, в их руки переходят главные придворные должности и высшие административные посты. Из армии удалены многие тюркские военачальники. Территория современного Азербайджана превращается в окраину Персии.

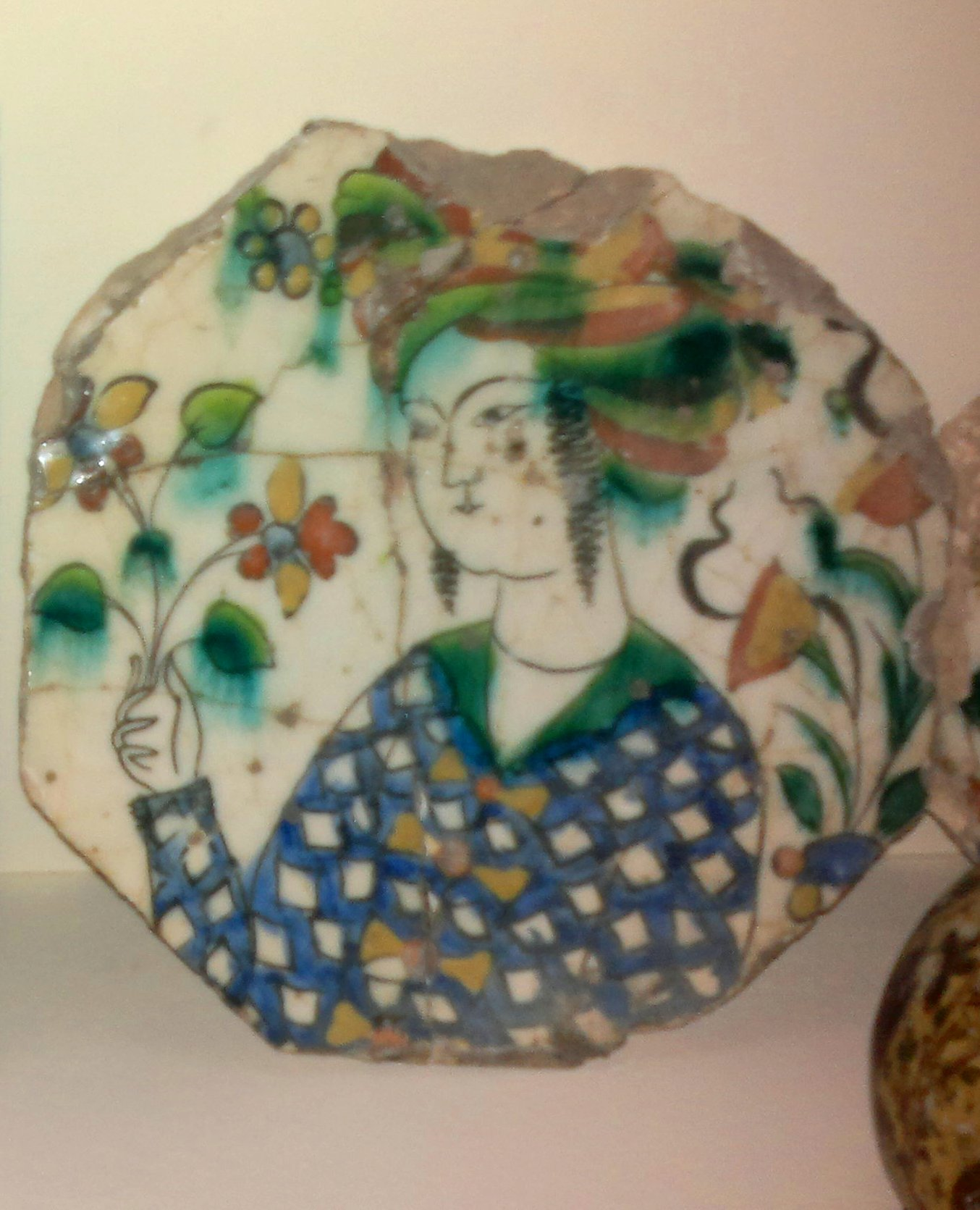
Расписная керамика эпохи Сефевидов. Музей истории Азербайджана

В XVI—XVIII веках продолжается череда войн между Османской империей и Сефевидами за господство в Закавказье и сопредельных землях, за преобладание шиитской или суннитской идеологии в исламе. К этой борьбе позднее присоединяется Россия, стремящаяся к расширению и укреплению своего влияния на Востоке. Правительство России хочет закрепиться на берегах Каспийского моря, придавая особенное значение контролю над Баку. Конец господству Сефевидов положили афганцы, взявшие в 1722 году Исфахан. Кризисом Сефевидского государства воспользовались Российская и Османская империи. Летом 1723 года в Баку высаживается русский десант и, преодолев непродолжительное сопротивление гарнизона, занимает город. Вслед за Баку к России присоединены прикаспийские области вплоть до Решта и Астрабада. В то же время турецкие войска вторгаются в Грузию, а в конце 1723 — начале 1724 годов захватывают многие области Восточного Закавказья. Россия, только что вышедшая из войны со Швецией, не может себе позволить новую войну. По Константинопольскому (Стамбульскому) договору между Россией и Османской империей, подписанному 12 (23) июня 1724 года, за Россией закрепляются прикаспийские области Бакинской губернии, включая Баку, Сальяны и Ленкорань, тогда как за Османской империей — остальная часть Закавказья.
- 1734 — Правитель Персии полководец Надир отвоёвывает у Османской империей Гянджу.
- 1735 — Россия во избежание войны с возродившейся Персией и для того, чтобы приобрести в лице Надир-шаха союзника против Османской империи, уступает Персии прикаспийские области Бакинской губернии. В марте 1735 между Персией и Россией подписан Гянджинский договор, согласно которому русские войска покидают Баку и Дербент. Персидская власть над Азербайджаном полностью восстанавливается.

## Новое время

### Азербайджанские ханства

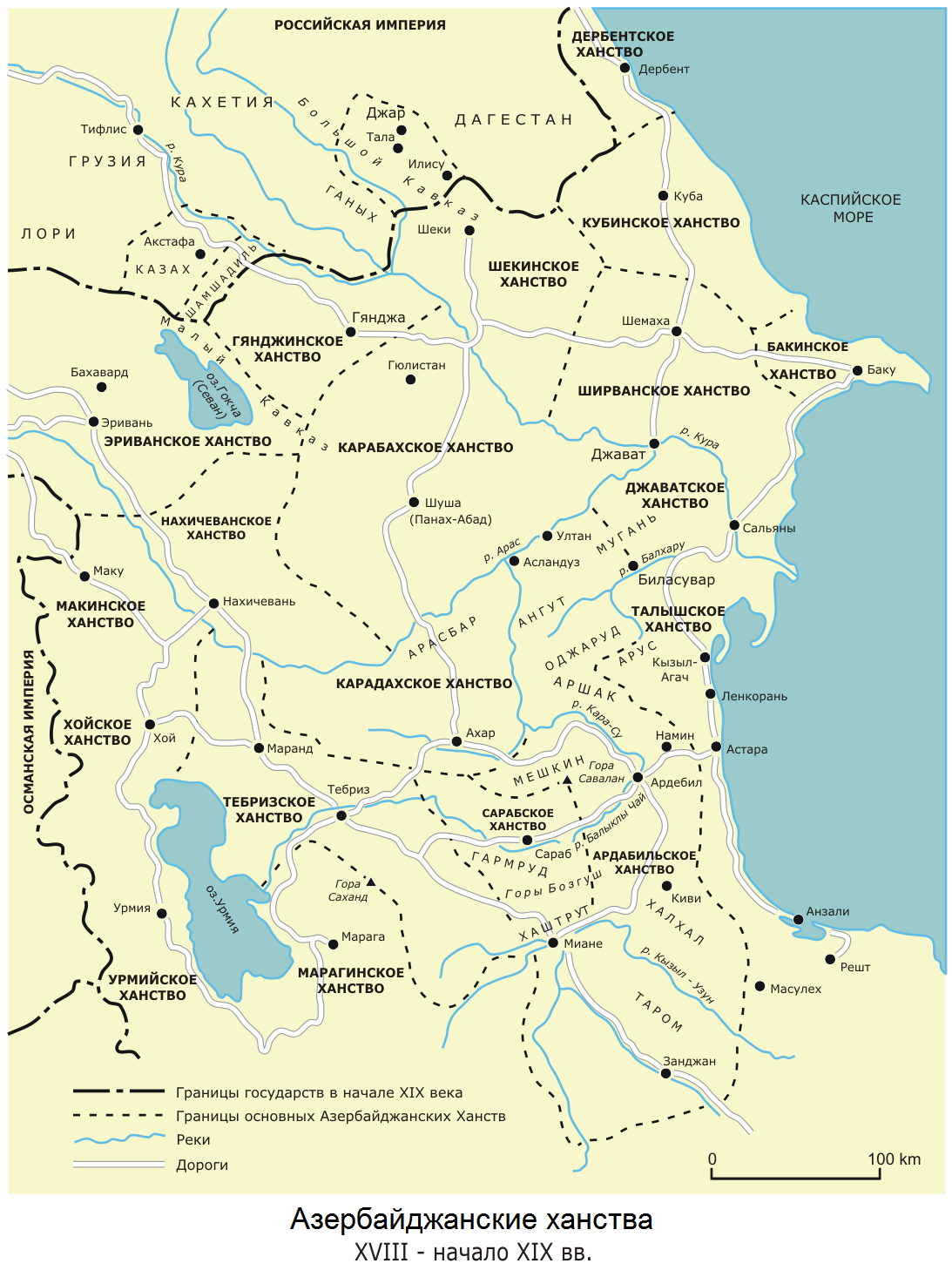
Ханства Закавказья и Иранского Азербайджана, XVIII — начало XIX вв.

В 1736 в Иране воцаряется этнический тюрок Надир-шах Афшар, после убийства которого в 1747 в стране усиливаются центробежные тенденции. С ослаблением центральной власти в ходе смут, на территории современных Азербайджана, Армении и Ирана (Иранский Азербайджан) образуется ряд ханств во главе с тюркскими династиями:
1. Карабахское ханство,
2. Шекинское ханство,
3. Ширванское ханство,
4. Бакинское ханство,
5. Гянджинское ханство,
6. Кубинское ханство,
7. Нахичеванское ханство,
8. Талышское ханство,
9. Эриванское ханство (по мнению Тадеуша Свентоховского)

### Азербайджан в составе России
см. также Каспийская область, Шемахинская губерния, Бакинская губерния, Елизаветпольская губерния, Баку в Российской империи
В 1803—1805 к России мирным путём присоединены Карабахское и Шекинское ханства. В 1803 году русский генерал Цицианов захватил Гянджинское ханство (с 1804 — Елизаветполь). В ходе русско-иранской войны 1804—1813 Россия захватывает сначала Кубинское и Бакинское ханства (1806), а затем — Талышское (1809). Гюлистанский мирный договор, заключённый 24 октября (5 ноября) 1813 между Россией и Персией, юридически закрепляет это положение. Персия отказывается от своих притязаний на Карабахское, Гянджинское, Ширванское, Шекинское, Бакинское, Дербентское, Кубинское и Талышское ханства, а также на Восточную Грузию и Дагестан. Согласно Гюлистанскому договору 1813, под властью персидского шаха остаются все южные ханства. По окончании русско-персидской войны 1826—1828, согласно Туркманчайскому мирному договору, к России также отходят Эриванское и Нахичеванское ханство, Ордубадский округ и другие территории. Таким образом происходит окончательный раздел северных территорий Персии между Персией и Россией с границей по реке Аракс.

Кавказ на Российской карте 1903 года

Большое значение имело проведение в 1883 железной дороги от Тбилиси до Баку и включение в 1900 Закавказской железнодорожной магистрали в общероссийскую сеть железных дорог. Важную роль сыграло и расширение торгового мореплавания на Каспии. С конца XIX века Баку становится крупным железнодорожным узлом и каспийским портом. Развивается нефтедобыча в районе Баку. До 1872 добыча нефти здесь была незначительной. С 1872 здесь появляются первые крупные промышленные предприятия, примитивные нефтяные колодцы заменяются буровыми скважинами, в бурении стали применяться паровые двигатели.
Высокие прибыли привлекают в нефтяную промышленность Бакинского района отечественные и иностранные капиталы. Добыча нефти в районе Баку с 26 тыс. т. в 1872 возросла до 11 млн. т. в 1901 г., составив около 50 % мировой добычи нефти.
Начало XX века — как и во всей Российской империи, развитие промышленности, рост численности рабочего класса и сохраняющееся тяжёлое положение народа приводит к усилению забастовочной борьбы и революционных настроений, чему способствуют зарождающиеся политические партии. При этом кроме общероссийских партий (обе фракции РСДРП — большевики и меньшевики, социалисты-революционеры, конституционные демократы), популярны были национальные партии: армянские — социал-демократическая Гнчак и революционно-националистическая Дашнакцутюн, а с 1911 г. также татарская (азербайджанская) партия Мусават.
В годы Первой мировой войны экономика губернии переживала упадок. Свёртывались нефтеразведочные и буровые работы, резко сокращались посевные площади под сельскохозяйственными культурами, в особенности под хлопчатником.

### Революция и распад Российской империи
Созданное в результате Февральской революции в России Временное правительство 9 (22) марта 1917 сформировало в Тифлисе для управления Закавказьем Особый Закавказский Комитет (ОЗАКОМ), состоявший из членов 4-й Государственной думы, представлявших буржуазно-националистические партии. В городах и уездах были созданы Исполнительные комитеты. Губернаторы были заменены губернскими комиссарами, уездные начальники — уездными комиссарами.
После победы Февральской революции 1917 в Баку, как и по всей России, образовалось двоевластие: с одной стороны, Исполнительный комитет общественных организаций — орган нефтепромышленной буржуазии и помещиков, местный орган Временного правительства, с другой — Совет рабочих депутатов (образован 6 марта 1917 под председательством Степана Шаумяна, 20 марта 1917 слился с Советом офицерских и солдатских депутатов). Весной и летом 1917 Советы возникли также в Елизаветполе, Шемахе, Нухе, Ленкорани, Нахичевани, Шуше.
31 октября (13 ноября) 1917 Бакинский совет рабочих депутатов провозгласил в Баку Советскую власть.
15 (28) ноября 1917 в Тифлисе с участием грузинских меньшевиков, эсеров, армянских дашнаков и азербайджанских мусаватистов был создан Закавказский комиссариат — правительство Закавказья, сменившее ОЗАКОМ. По отношению к Советской России Закавказский комиссариат занял откровенно враждебную позицию, поддерживая все антибольшевистские силы Северного Кавказа — на Кубани, Дону, Тереке и в Дагестане в совместной борьбе против Советской власти и её сторонников в Закавказье. Опираясь на национальные вооружённые формирования, Закавказский комиссариат распространил свою власть на всё Закавказье, кроме района Баку, где установилась Советская власть.

### Азербайджанская Демократическая Республика

Флаг Азербайджанской Демократической Республики до 9 ноября 1918 года

Флаг Азербайджанской Демократической Республики после 9 ноября 1918 года

- 10 (23) февраля 1918 года Закавказским комиссариатом был созван Закавказский сейм — орган государственной власти в Закавказье. Сейм состоял из депутатов, избранных от Закавказья в Учредительное собрание, и представителей политических партий Закавказья. В марте 1918 санкционировал отделение Закавказья от Советской России. 9 (22) апреля 1918 года провозгласил создание независимой Закавказской демократической федеративной республики (ЗДФР)[96]. 26 мая (8 июня) 1918 объявил о самороспуске в связи с обострением межнациональных противоречий.
- В начале 1918 Бакинская коммуна начала создавать свои вооружённые отряды. Весной Советы взяли власть в Бакинском, Ленкоранском, Джавадском и Кубинском уездах. Бакинские коммунисты пользовались широкой поддержкой Советской России. Степан Шаумян был назначен Советским правительством чрезвычайным комиссаром по делам Кавказа. В конце марта — начале апреля 1918 года объединённые войска большевиков Бакинской коммуны, в которой преобладали этнические армяне, и армянской националистической партии «Дашнакцутюн» устроили в Баку массовую резню мусульманского населения, ставшую известной как «Мартовские события», и во время которой погибло до 12 тысяч мусульман[97]. Резня была продолжена и в других населённых пунктах Бакинской губернии, в частности в Шемахе, Кубе и других населённых пунктах.
- 25 мая в Гянджу вошли головные части турецкой 5-й Кавказской дивизии, а на следующий день из Тебриза в Гянджу прибыл со своим штабом турецкий генерал Нури-паша, который приступил к формированию Кавказской исламской армии, в которую вошли части двух турецких дивизий — 5-й Кавказской и 15-й Чанахгалинской, а также Отдельный Азербайджанский корпус. Общая численность турецкого контингента составила к середине июня 15 тыс. штыков и сабель, азербайджанских частей — около 5 тыс. В дальнейшем, во второй половине июля, на Бакинский фронт были переброшены также части 36-й турецкой пехотной дивизии[98].
- 26 мая (8 июня) 1918 года Закавказская демократическая федеративная республика в результате разногласий между национальными советами Грузии, Армении и Азербайджана распалась на три государства: 26 мая (8 июня) 1918 года была образована Грузинская демократическая республика, 27 мая (9 июня) 1918 года — Азербайджанская Демократическая Республика, 28 мая (10 июня) 1918 года — Республика Армения. Азербайджанская Демократическая Республика стала первым в истории азербайджанским государством[3], до 1918 года у азербайджанцев не существовало собственной государственности, и в отличие от соседних грузин и армян, считавших себя продолжателями многовековой национальной традиции, мусульмане Закавказья рассматривали себя как составную часть большого мусульманского мира, уммы[2].Первое заседание IV-го Кабинета Министров, во главе сидит премьер-министр Насиб-бек Усуббеков.

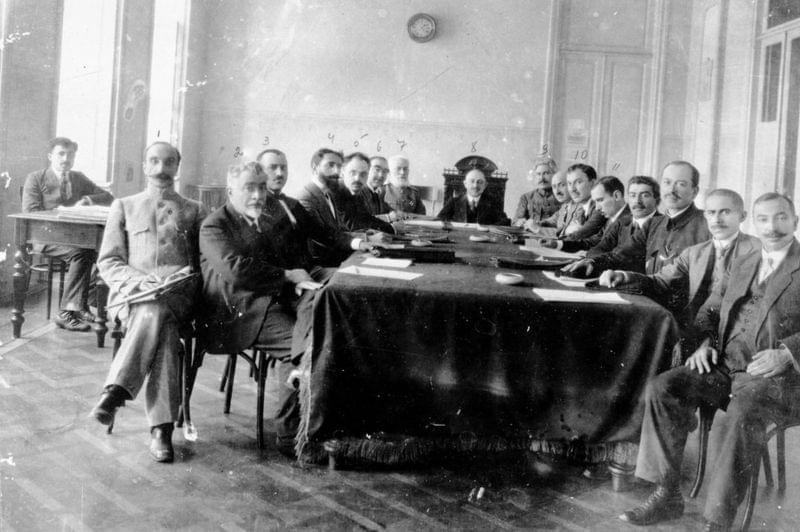
Первое заседание IV-го Кабинета Министров, во главе сидит премьер-министр Насиб-бек Усуббеков.

Карта АДР, представленная МИД АДР на Парижской мирной конференции (1919 год)

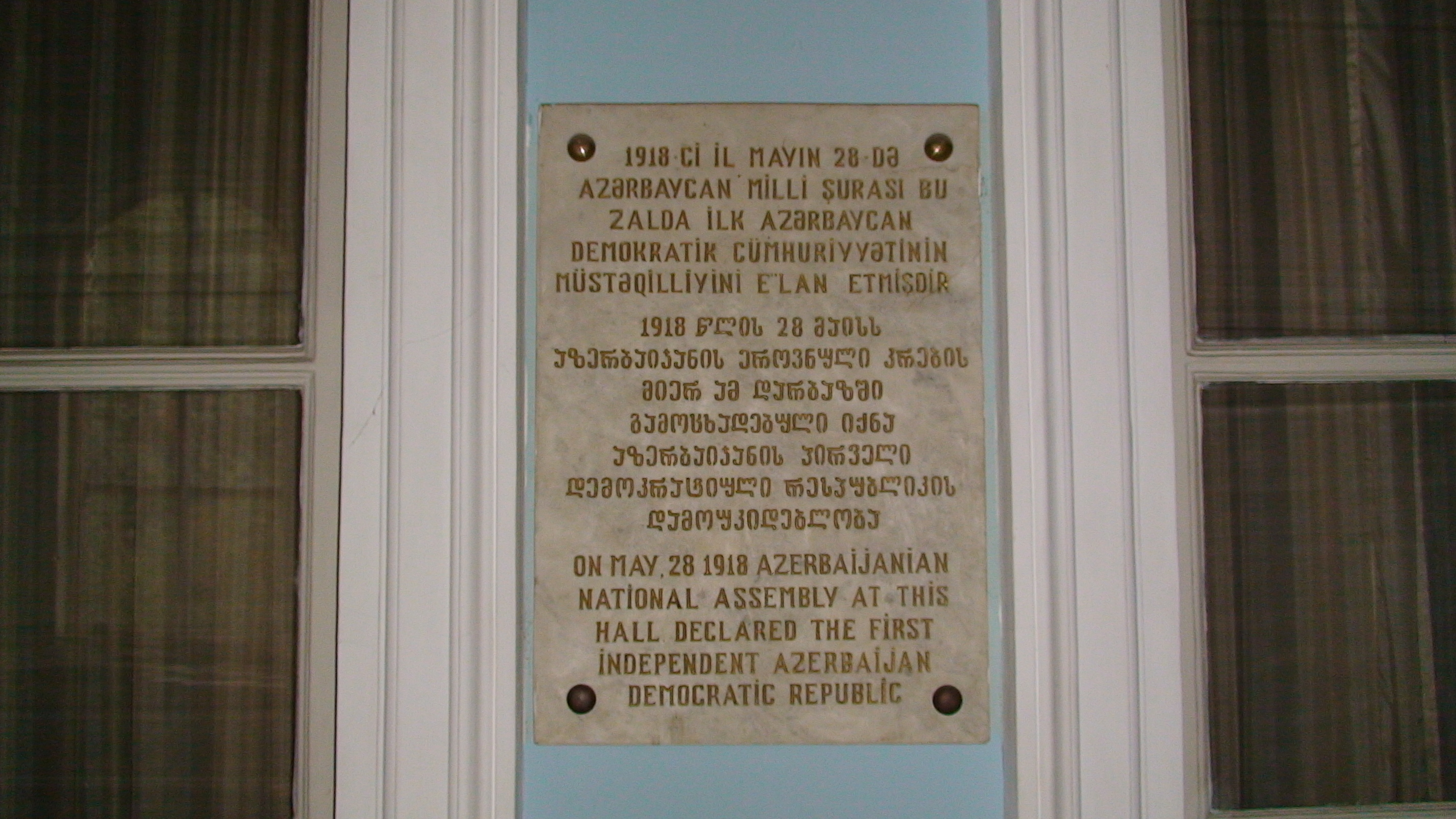
Мемориальная доска в зале, где была провозглашена независимость Азербайджана

- 27 мая 1918 года чрезвычайное заседание бывших членов Закавказского Сейма (мусульман), провозгласило себя Временным Национальным Советом мусульман Закавказья. Был избран президиум Национального Совета во главе с председателем Мамед Эмином Расулзаде[99], председателем Центрального Комитета партии «Мусават».
- 28 мая 1918 года на заседании Национального Совета была провозглашена Азербайджанская Демократическая Республика (АДР)[100] со столицей в городе Гянджа. Это было связано с распадом Закавказской федерации, вызванным наступлением турецко-германских войск в Закавказье: одновременно с Азербайджаном была провозглашена также независимость Грузии и Армении. 4 июня 1918 года в Батуме между Турцией и Азербайджанской Демократической Республикой был заключён договор о мире и дружбе[101]. 16 июня 1918 года азербайджанское правительство переехало из Тифлиса в Гянджу. 27 июня 1918 года азербайджанский язык был объявлен государственным языком. 12 июня 1918 года по приказу Степана Шаумяна вооружённые силы Бакинского Совета начали наступление на Гянджу. В ходе боёв 16—18 июня турецко-азербайджанские войска потерпели первое серьёзное поражение и, потеряв свыше 800 человек (по данным Баксовета — до 3 тыс. человек[98]:38) вынуждены были отступить к Геокчаю. Вскоре турецко-азербайджанские войска в ходе боёв под Геокчаем 27 июня — 1 июля разгромили армию Бакинского Совета. В конце июля — начале августа турецко-азербайджанские войска вплотную подошли к Баку (5—6 августа ожесточённые сражения развернулись в районе Биби-Эйбата, Патамдара и Волчьих ворот[98]:42) и 15 сентября турецкая армия вошла в Баку, устроив резню армян, в ответ на массовые убийства мусульман в Баку[97][102][103][104]. После этого правительство получило возможность переехать туда из Гянджи. 7 декабря 1918 года открылся парламент Азербайджанской республики, первоначально состоящий из 97 членов. Председателем парламента стал А. М. Топчибашев, а его заместителем Г. Агаев. Между тем, 31 октября Турция капитулировала перед Антантой, что означало вывод турецких войск из Закавказья. Вскоре после этого Баку был занят английскими войсками (из Ирана) под командованием генерала Томсона, который был назначен Верховным советом Антанты генерал-губернатором Баку. Пользуясь поддержкой англичан, азербайджанское правительство объявило мобилизацию и начало формировать собственную армию. С конца весны 1919 г. на протяжении года Азербайджан вёл боевые действия против Армении за контроль над спорными районами со смешанным населением: Нахичеванским, Шаруро-Даралагезским, Зангезурским уездами и Нагорным Карабахом. В середине апреля 1920 г. части XI Красной Армии, разбив остатки войск Деникина подошли к северным границам Азербайджана. 27 апреля части XI Красной Армии перешли азербайджанскую границу и 28 апреля вошли в Баку. С интервенцией Советской России Азербайджанская Демократическая Республика пала и азербайджанский народ вступил в новый этап своей истории.

### Советский Азербайджан
27 апреля 1920 года в 00 часов 05 минут красноармейский десантный отряд пересёк российско-азербайджанскую границу. На подходе к станции Ялама 11-я Красная Армия после непродолжительного боя разбила две роты Кубинского полка азербайджанской армии, а утром следующего дня практически без боя взяла станцию Худат (2 батареи конно-горного дивизиона были застигнуты врасплох, бросив свои позиции и орудия):100. Утром 28 апреля 4 бронепоезда с десантом под командованием М. Г. Ефремова вошли в Баку. Вслед за бронепоездами на следующий день в город вошли части 11-й армии. 30 апреля в Баку прибыли Левандовский, Г. К. Орджоникидзе и Сергей Киров. За 10-15 дней красная армия установила контроль над большей части территории Азербайджана.
После вступления в Азербайджан частей Красной армии (11 армия) было сформировано советское правительство во главе с Нариманом Наримановым.
- 19 мая 1921 года была принята Конституция Азербайджанской ССР, ставшая первой конституцией Азербайджана
- Декабрь 1922 — Азербайджан, Грузия и Армения образовали временное государственное объединение — Закавказскую Социалистическую Федеративную Советскую Республику (ЗСФСР), которая 30 декабря 1922 вошла в состав СССР.
- 1936 — Азербайджан вошёл в СССР на правах союзной республики. Азербайджанские тюрки стали официально называться азербайджанцами, их национальный язык получил название азербайджанского. Тогда же решением советского правительства азербайджанская письменность была переведена с латиницы на кириллицу.
- 1941—1946 — оккупация Иранского Азербайджана Красной Армией.
- 1947—1950 — депортация азербайджанцев из Армении (1947—1950) в Азербайджанскую ССР
- Июнь 1959 — постановление партийных органов республики, обязывавшее всех государственных служащих выучить азербайджанский язык и сдать по нему экзамен (после вмешательства Центра отменено, а руководитель республики отправлен в отставку)[105].

#### Начало карабахского конфликта
- Вторая половина 1987 — развитие карабахского движения[106], начало острого армяно-азербайджанского конфликта, вызванного усилившимся в годы перестройки армянским сепаратизмом в Карабахе.
- Конец 1987 — начало 1988 — появление в Баку и Сумгаите беженцев-азербайджанцев из Кафанского и Мегринского районов Армянской ССР. По данным Горбачёв-фонда, первые группы беженцев начали прибывать с 25 января[107]. Томас де Ваал приводит свидетельства двух человек, утверждающих, что видели в Баку азербайджанских беженцев из Армении ещё в ноябре 1987 года и январе 1988 года. В то же время он пишет, что Арамаис Бабаян, в 1988 году второй секретарь Кафанского комитета КП Армении, говорил ему, что «не может припомнить ни одного случая, чтобы азербайджанцы покидали территорию района до февраля». При этом, по словам Томаса де Ваала, Арамаис Бабаян подтвердил, что в одну из ночей в феврале 1988 года «две тысячи азербайджанцев» действительно покинули Кафанский район, но приписал причину этого массового исхода слухам и «провокациям»[106][108]. Армянская сторона настаивает на том, что первые азербайджанские беженцы покинули Армению лишь в феврале 1988 г.[109] В частности, Арсен Мелик-Шахназаров ссылается на Константина Воеводского, одного из создателей «Санкт-Петербургского Комитета гуманитарной помощи Арцаху», согласно которому 200 азербайджанцев выехали из Кафана в Баку одним поездом в ночь с 26 на 27 февраля, объясняя свой отъезд уговорами родственников[110]. Прибыв в Азербайджан, беженцы рассказывали о пережитых ужасах и применявшемся к ним насилии.
- Февраль 1988 — Сумгаитский погром, армянский погром, произошедший в азербайджанском городе Сумгаит с вечера 26 по 29 февраля 1988 г. и явившийся первым[111] массовым взрывом этнического насилия в новейшей советской истории. С началом армяно-азербайджанского конфликта, в 1988 году, среди азербайджанского населения, проживающего в Армении, началась паника. Многие жители Кафанского района снялись с мест и пошли в Баку искать защиты. Голодные, необогретые, они направились в Сумгаит и начали расписывать ужасы своего изгнания и положения. Хотя на самом деле в Кафанском районе Армении было всё достаточно спокойно[112]. 28 февраля банды численностью от десяти до пятидесяти и более человек слонялись по городу, били стёкла, поджигали автомобили, но главное — искали армян. По официальным данным Генпрокуратуры СССР, погибло 26 граждан армянской и 6 граждан азербайджанской национальности[113][114], более ста человек было ранено[115] 276 военнослужащих получили телесные повреждения различной степени тяжести[116].
- Август 1988 — образование Народного фронта Азербайджана.

#### Чёрный январь

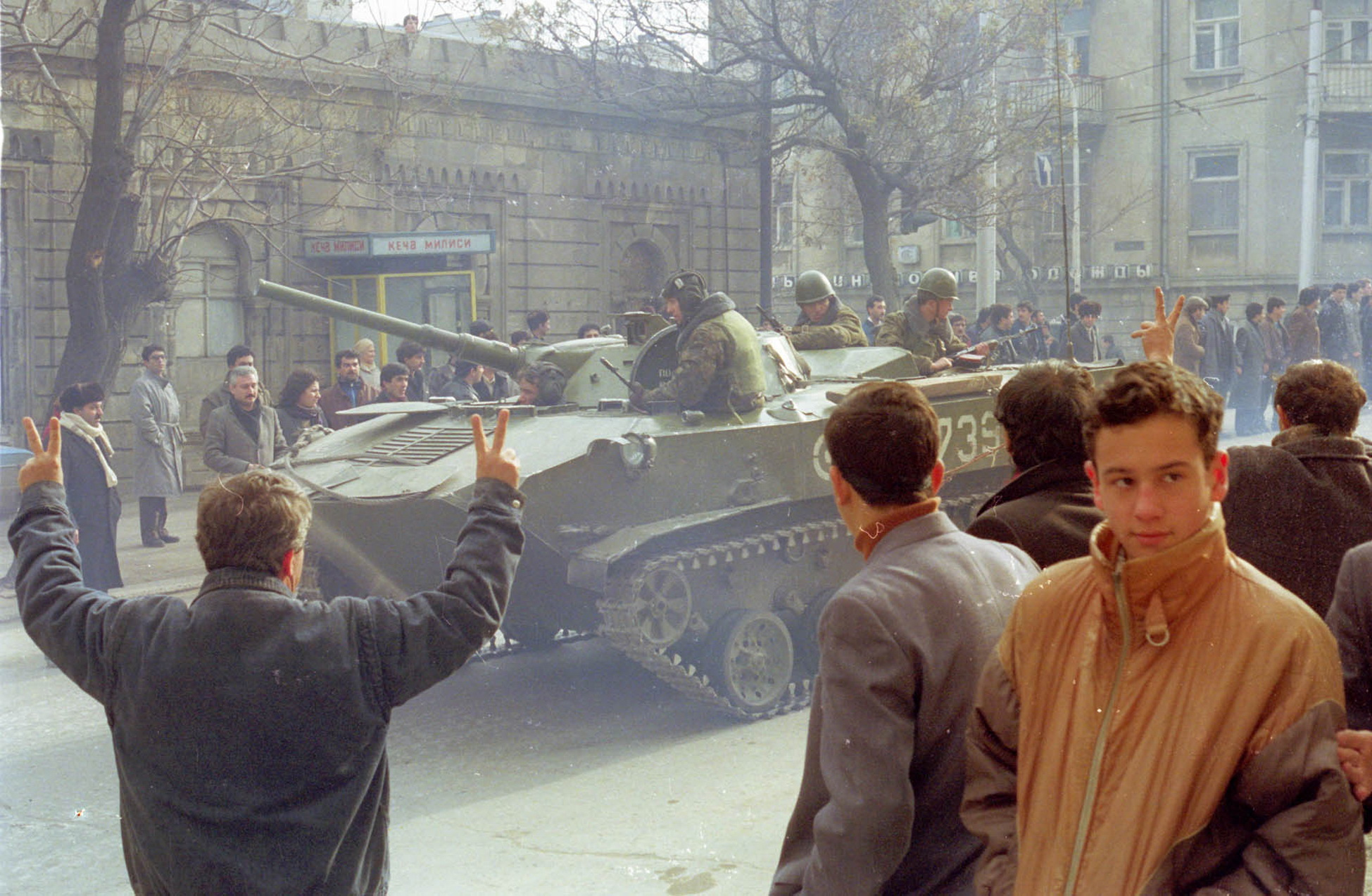
Подразделения советской армии в Баку. Зима 1990 года

- 1990 — Чёрный январь: В 1988—1989 гг. Баку прибыло большое количество азербайджанских беженцев из Армении, в городе произошли беспорядки, переросшие в армянские погромы в Баку 13—15 января 1990 года, когда изгнанные из Армении азербайджанские беженцы стали нападать на местных жителей армянской национальности[112]. За время погромов было убито 48 лиц армянской национальности[117]. После ввода дополнительных частей Советской Армии, которые встретили сопротивление, в период с 20 января по 11 февраля 1990 года было убито 36 военнослужащих и 132 местных жителя, включая женщин, детей и стариков. Целью военной операции был разгром антикоммунистического Народного Фронта Азербайджана и сохранение власти Компартии[117].

## Независимый Азербайджан

### Период политических потрясений
После событий августа 1991, 30 августа 1991 года Верховный Совет Азербайджана принял Декларацию «О восстановлении государственной независимости Азербайджанской Республики», а 18 октября был принят Конституционный акт «О государственной независимости Азербайджанской Республики», который учредил основы государственного, политического и экономического устройства независимого Азербайджана. 29 декабря в Азербайджане прошёл референдум о государственной независимости, на котором за независимость проголосовало 99,58 % участников референдума.

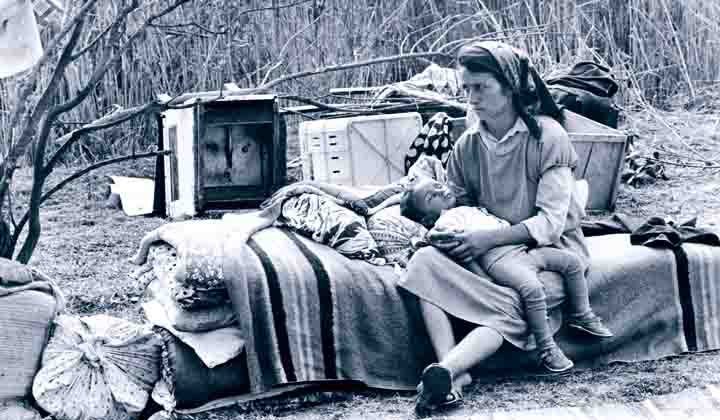
Внутренне перемещённые азербайджанцы из Карабаха. 1993 год

С распадом СССР тлевший в течение четырёх лет армяно-азербайджанский конфликт перерос в полномасшатабную войну. В ночь с 25 на 26 февраля 1992 года армянские вооружённые формирования заняли город Ходжалы, штурм которого привёл к массовому убийству мирного населения армянскими формированиями. После неудач азербайджанской армии в Нагорном Карабахе и под давлением оппозиции президент Муталибов подал в отставку, а исполняющим обязанности президента стал Якуб Мамедов. 9 мая армянские вооружённые формирования взяли Шушу. После падения Шуши сторонники Муталибова организовали митинг с требованием восстановления его на посту президента. 14 мая на сессии Верховного Совета за восстановление Аяза Муталибова в качестве президента проголосовали 219 из 250 присутствующих в зале депутатов (оппозиция отсутствовала). В ответ на восстановление Муталибова на посту президента страны сторонники оппозиции начали митинговать у здания НФА. Утром 15 мая руководство Народного фронта выдвинуло Муталибову ультиматум с требованием добровольно уйти до 15:00 с поста президента. С истечением срока ультиматума оппозиция начала марш к президентской резиденции и вскоре захватила власть в городе. Председатель военной комиссии Народного фронта Азербайджана Фахмин Гаджиев в 18:00 по телевидению объявил, что город, кроме президентского дворца, контролируется силами оппозиции, и продлил срок ультиматума президенту до 20:00. В 9 часов вечера был занят президентский дворец, но главы государства там не оказалось. Муталибов успел покинуть страну, вылетев в Москву. 18 мая на сессии Верховного Совета Азербайджана Якуб Мамедов подал в отставку с поста председателя парламента, а исполняющим обязанности президента стал Иса Гамбар. В тот же день армянские вооружённые формирования взяли райцентр Лачин.
7 июня 1992 года в Азербайджане состоялись президентские выборы, победу на которых одержал Абульфаз Эльчибей, набравший 59,4 % голосов. 12 июня азербайджанские войска развернули крупномасштабное наступление, восстановив контроль над бывшим Шаумяновским районом и частью Мардакертского и Аскеранского районов. 24 октября сторонники Народного фронта Азербайджана попытались произвести вооружённый переворот в Нахичеванской Автономной Республике. Они захватили здания Министерства внутренних дел и телецентра в Нахичевани с целью обеспечить министру внутренних дел автономии Сиявушу Мустафаеву условия для выполнения его служебных обязанностей, но после предъявления руководителем автономии Гейдаром Алиевым ультиматума, сторонники НФА покинули здание МВД. В конце 1992 — начале 1993 годов на фронте произошёл перелом в военных действиях в пользу армянской стороны. К 25 февраля 1993 года противник полностью овладел Сарсангским водохранилищем, а 3 апреля пал Кельбаджар.

#### Военно-политический кризис
28 мая 1993 года российская армия, до истечения заранее определённого срока, уходит из Гянджи, а оставленное российскими частями оружие досталось бойцам полковника Сурета Гусейнова. 4 июня правительственные войска начинают операцию «Тайфун» по разоружению мятежного полковника, которая обернулась поражением и гибелью людей. Бойцам Сурета Гусейнова удалось взять в плен генерального прокурора Ихтияра Ширинова, а начиная с 10 июня его подразделения начали двигаться на Баку. В условиях назревшего политического кризиса Эльчибей приглашает в Баку Гейдара Алиева. На состоявшейся 10 числа встрече, Эльчибей предложил Алиеву пост премьер-министра, но тот решает обдумать это предложение.

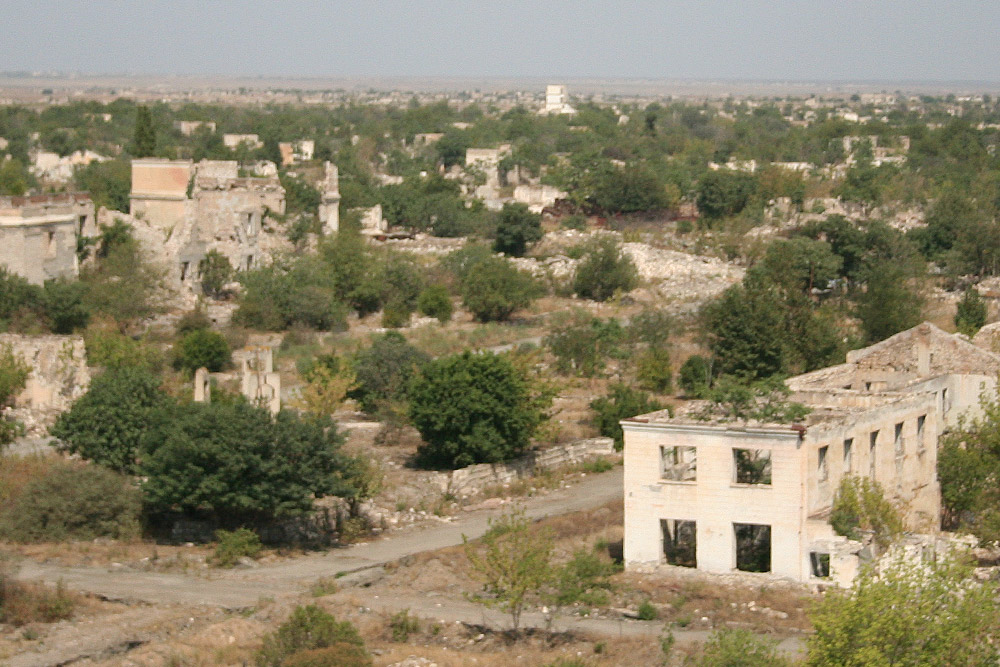
Руины Агдама

Переговоры с Суретом Гусейновым, посредником на которых выступил Гейдар Алиев, ни к чему не привели. 10 июня Иса Гамбар подаёт в отставку с поста председателя Милли Меджлиса, а 15 июня Милли Меджлис избирает Алиева своим председателем. В ночь с 17 на 18 июня Эльчибей неожиданно улетел в Нахичевань и поселился в своём родном селе Келеки. 25 июня Милли Меджлис Азербайджана проголосовал за лишение Эльчибея президентских полномочий и передачу их председателю парламента Гейдару Алиеву, но поскольку такое решение не соответствовало Конституции страны, то парламентарии решили вынести вопрос о доверии президенту страны на всенародный референдум. Между тем, страна продолжала погружаться во внутриполитический кризис, который грозил перерости в гражданскую войну. 21 июня полковник азербайджанской армии талышского происхождения, Альакрам Гумматов и офицеры 704-й бригады провозгласили на территории 7 азербайджанских районов Талыш-Муганскую Автономную Республику. Гумматов выдвинул требования об отставке и. о. президента страны Гейдара Алиева и возвращении в Баку экс-президента Аяза Муталибова. Выступление Гумматова не получило значительной поддержки со стороны талышского населения, и спустя два месяца 23 августа самопровозглашённая автономная республика пала. Осложнилась обстановка на армяно-азербайджанском фронте. 27 июня армянские вооружённые формирования захватили Мардакерт, а 23 июля после длительного сражения пал Агдам. Развивая успех армянские войска блокировали приграничный райцентр Физули, а также дорогу, связывающая юго-западные районы Азербайджана с остальной частью страны. 20 августа армянскими вооружёнными формированиями был взят райцентр Джебраил, а 22 — Физули. На фоне этих событий 28 августа в стране прошёл референдум о доверии Абульфазу Эльчибею, по результатам которого за отставку Эльчбея проголосовало 97,5 % граждан страны. Спустя два дня 31 августа армянские войска взяли райцентр Кубатлы.

### Стабилизация обстановки

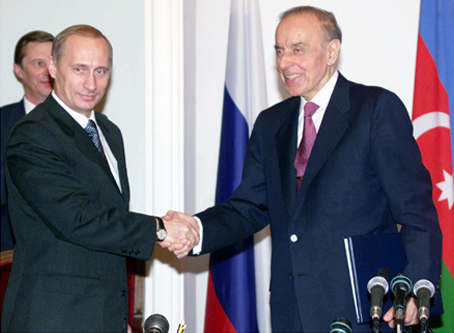
Встреча Гейдара Алиева с президентом России Владимиром Путиным на церемонии подписания совместных российско-азербайджанских документов

3 октября 1993 года в стране прошли президентские выборы, победу на которых одержал бывший Первый Секретарь ЦК Компартии Азербайджанской ССР Гейдар Алиев, набравший 98,8 % голосов. К моменту его избрания обстановка на карабахском фронте продолжала оставаться тяжёлой. 23 октября Азербайджан потерял Горадиз, 1 ноября — Зангелан. К концу декабря азербайджанские войска перешли в наступление на всех пяти направлениях (физулинском, мартунинском, агдамском, мардакертском, кельбаджарском) и 6 января 1994 года вернули Горадиз и часть Физулинского района.
Весной 1994 года армянские войска развернули наступление в тертерском направлении, заняв несколько населённых пунктов к северу от Агдама и к западу от Тертера. 6 мая представители Азербайджана, НКР и Армении подписали в Бишкеке при посредничестве России соглашение о прекращении огня. 12 мая это соглашения вступило в силу. В результате конфликта и военных действий Азербайджан потерял контроль над территорией бывшей НКАО, анклавами на территории Армении, частью Газахского района и семью районами вокруг Нагорного Карабаха.

Момент подписания соглашения

Прекращение боевых действий позволило правительству Азербайджана 20 сентября 1994 года заключить Контракт века с крупнейшими мировыми нефтегазовыми корпорациям на крупномасштабную разработку месторождений «Азери-Чираг-Гюнешли» в азербайджанском секторе Каспия. Это соглашение сыграло исключительную роль в деле привлечения инвестиций и развития промышленности страны. Профессор Гарвардского университета Девид Кинг также отмечает, что Гейдар Алиев способствовал оздоровлению экономики Азербайджана.
Спустя несколько дней после этого, внутриполитическая ситуация в стране вновь обострилась. В ночь с 29 на 30 сентября в Баку были убиты два близких соратников президента — вице-спикер парламента Афияддин Джалилов и начальник особого управления при президенте Шамси Рагимов. По подозрению в убийствах 2 октября были задержаны несколько сотрудников ОПОН. В тот же день группой ОПОН было захвачено здание Генеральной прокуратуры и 40 заложников, в том числе и генеральный прокурор Али Омаров. Несколько зданий было захвачено в Гяндже. Утром следующего дня после длительных переговоров ОПОНовцы покинули здание генпрокуратуры. Среди их требований были: отставки генпрокурора, главы МВД и председателя парламента, освобождении своих сотрудников, а также созыва чрезвычайной сессии Милли Меджлиса.
Гейдар Алиев подписал указ о введение чрезвычайного положения сроком на два месяца и вечером того же дня выступил по телевидению с обращением к народу, в котором призвал бойцов ОПОН сложить оружие, охарактеризовав их действия как попытку государственного переворота. Президент также обвинил премьер-министра страны Сурета Гусейнова и командира ОПОН, заместителя министра внутренних дел Ровшана Джавадова в организации переворота. На последовавшем ночью 4 октября митинге в Баку ОПОН поддержал президента и не был тем самым распущен. Утром 5 октября в Гянджу по приказу Расула Гулиева вошли правительственные войска и «восстановили порядок». Гусейнов отверг обвинения к организации беспорядков в Гяндже. Однако, 7 октября Милли Меджлис принял его отставку с поста премьер-министра и спустя время Гусейнов покинул страну, перебравшись в Россию.
12 марта 1995 года правоохранительные органы Азербайджана перехватили автомашины со 150 тонн меди, которая перевозилась в сопровождении сотрудников ОПОН. В ночь на 13 марта в северо-западных районах Азербайджана произошли вооружённые столкновения между ОПОН и местными силами правопорядка. Мятежники захватили в двух приграничных с Грузией районах здания администрации и отделения полиции. Спустя время правительственные войска выступили против мятежников и, подавив вооружённое выступление, восстановили контроль на северо-западе Азербайджана.
15 марта 1995 года Гейдар Алиев снял с поста заместителя министра внутренних дел лидера ОПОН Ровшана Джавадова. Джавадов, окопавшись на базе ОПОН в посёлке «8-й километр» близ Баку, призвал к отставке президента, председателя парламента и министра внутренних дел. В ночь с 16 на 17 марта в районе базы ОПОНовцев вспыхнули боевые действия между бойцами ОПОН и правительственными войсками, закончившиеся гибелью Джавадова и подавлением правительственными войсками мятежа ОПОН. ОПОН как силовая структура в структуре МВД Азербайджана была ликвидирована.
12 ноября 1995 года состоялись первые парламентские выборы и референдум по вопросу принятия Конституции страны, которую поддержали 91,9 % проголосовавших.
Из-за начала Нагорно-Карабахского конфликта Азербайджан пребывал в глубокой политической нестабильности. Cитуация радикально изменилась после избрания Алиева президентом страны. Прекращение военных действий позволило Алиеву сосредоточить внимание на восстановлении экономики страны.

### Развитие экономики
В декабре 1994 — марте 1995 года были созданы специальные комиссии для определения принципов аграрной реформы. Комиссиями были составлены три основных закона по земельной реформе и реструктуризации хозяйств в 1995—1996 годах. Общие принципы новой экономической системы были изложены в конституции страны, принятой в ноябре 1995 года. Новая конституция отменила государственную монополию на землю, сохранявшуюся в Азербайджане с начала 1920-х годов и признала право нахождения движимого и недвижимого имущества (в том числе земли) в частной собственности.
В новой конституции был зафиксирован переход от планового хозяйства к рыночной экономике.
Были начаты переговоры с западными компаниями о разработке нефтяных месторождений в Азербайджане. 20 сентября 1994 года правительство Азербайджана заключило Контракт века с крупнейшими мировыми нефтегазовыми корпорациями: BP (Великобритания), Amoco, Unocal, Exxon, McDermott и Pennzoil (США), «Лукойл» (Россия), Statoil (Норвегия), а также Государственной нефтяной компании Азербайджана, TPAO (Турция), Delta Nimir (Саудовская Аравия) и Ramco (Шотландия) на разработку блока месторождений «Азери-Чираг-Гюнешли» в азербайджанском секторе Каспия. Это соглашение сыграло исключительную роль в деле привлечения инвестиций и развития промышленности страны.
| Показатели                                         | 1994   | 1995   | 1996   | 1997   | 1998   | 1999   |
| -------------------------------------------------- | ------ | ------ | ------ | ------ | ------ | ------ |
| ВВП, млрд манат                                    | 1873,4 | 10 669 | 13 663 | 15 791 | 16 144 | 16 457 |
| Изменение, %                                       | −21,9  | −11,8  | 1,3    | 5,8    | 10,0   | 7,4    |
| На душу населения, $ США                           | —      | 321,6  | 421,0  | 507,5  | 537,0  | 508,3  |
| Среднегодовой курс маната по отношению к долл. США | 4182   | 4414   | 4303   | 3986   | 3868   | 4119   |
| Уровень инфляции, %                                | 1663,5 | 411,8  | 19,9   | 3,7    | −0,8   | −8,5   |
| Дефицит бюджета, удельный вес к ВВП, %             | 11,5   | 5,2    | 2,9    | 2,5    | 2,0    | 2,8    |
| Доходы бюджета, удельный вес к ВВП, %              | 31,7   | 14,9   | 14,7   | 16,2   | 14,4   | 17,0   |
| Расходы бюджета                                    | —      | 20,1   | 17,6   | 18,6   | 16,3   | 19,8   |
| Инвестиционные вложения в экономику, млрд манат    |        | 2403   | 3939   | 6250   | 7367,1 | 4426,2 |
| Из них иностранных                                 |        | 1657   | 2666   | 4878   | 5700   | 2370   |
| Дефицит платёжного баланса, млн $ США              | —      | 400,7  | 931,2  | 915,8  | 1365   | 599,7  |
| Дефицит торгового баланса, млн $ США               | −141,1 | −120   | −329,4 | −13    | −471,8 | −104,8 |

### 2000-е

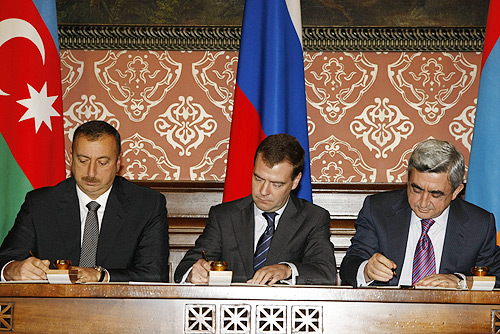
Президенты Азербайджана, России и Армении — Ильхам Алиев, Дмитрий Медведев и Серж Саргсян во время подписания декларации по Нагорному Карабаху (2008 год)

15 октября 2003 года победу на президентских выборах одержал Ильхам Алиев, набравший 79,46 % голосов. Оппозиция не признала исход выборов. На следующий день свыше 3 тыс. сторонников кандидата в президенты, лидера партии Мусават Исы Гамбара двинулись по центральным улицам столицы к площади Свободы. На место событий прибыл полк внутренних войск, который вступил в столкновение с митингующими. В результате столкновений имелись жертвы.
3 февраля 2004 года в Баку, во Дворце «Гюлюстан» с участием президентов Азербайджана, Грузии и Турции состоялась церемония подписания документов о финансировании проекта Баку—Тбилиси—Джейхан. 16 октября того же года Ильхам Алиев принял участие в церемонии объединения на азербайджано-грузинской границе азербайджанской и грузинской частей основного транспортного нефтепровода Баку—Тбилиси—Джейхан.
В октябре 2005 года было объявлено о предотвращении попытки государственного переворота, по обвинению в котором были арестованы 12 человек, среди которых министр экономического развития Фархад Алиев, министр финансов Фикрет Юсифов, министр здравоохранения Азербайджана Али Инсанов, президент Госконцерна «Азерхимия» депутат Фикрет Садыгов и президент Академии наук Азербайджана Эльдар Салаев.
В 2006 году была проведена деноминация маната. 25 марта 2007 года состоялось открытие газопровода «Баку — Тбилиси — Эрзурум» с участием глав Азербайджана, Грузии и Турции.
15 сентября 2008 года была принята Государственная программа сокращения бедности и устойчивого развития в Азербайджанской Республике на 2008—2015 годы.
Был осуществлён пуск основных экспортных трубопроводов: нефтепровода Баку — Тбилиси — Джейхан и газопровода Баку — Тбилиси — Эрзурум.
В течение пяти лет в результате реализации экономических и энергетических проектов были произведены социально-экономические преобразования. Экономика страны выросла в 2,6 раза, промышленное производство увеличилось в 2,5 раза. Появилось около 770 тысяч новых рабочих мест. Уровень бедности снизился с 49 до 13,2 %. Бюджетные расходы возросли более, чем в 12 раз.

### 2010-е
17 сентября 2017 года был подписан «Новый контракт века», согласно которому Азербайджан и международный консорциум нефтяных компаний договорились о продлении Контракта века — о совместной разработке трех нефтяных месторождений-«Азери», «Чираг» и «Гюнешли» в азербайджанском секторе Каспийского моря до 2050 года.
30 октября 2017 года была открыта железнодорожная линия Баку-Тбилиси-Карс.
12 августа 2018 года была подписана конвенция о правовом статусе Каспийского моря.
27 сентября 2019 года Азербайджан стал участником организации развивающихся стран «Группа 77»

### 2020-е
В начале 2020 года в мире вспыхнула пандемия коронавируса. Первый заражённый в Азербайджане был обнаружен 28 февраля 2020 года. На май 2023 года в Азербайджане зафиксировано 831 834 заражённых. 821 500 из них выздоровело. 10 274 чел. погибло. За период пандемии было введено около 14 млн доз вакцины.
Со 2 по 6 октября 2023 года в Азербайджане проведён 74-й Международный конгресс астронавтики.
7 февраля 2024 года проведены президентские выборы. Победу на выборах одержал Ильхам Алиев.
19 марта 2024 года Азербайджан избран председателем СВМДА на 2024—2026 годы. Председательство к Азербайджану перешло 17 декабря 2024 года.
С 11 по 22 ноября 2024 года в Баку проведена 29-я конференция ООН по изменению климата.
19 декабря 2024 года Азербайджан избран членом Исламской восьмёрки.
28 мая 2025 года в Лачине состоялся саммит президентов Азербайджана Ильхама Алиева, Турции Реджепа Тайипа Эрдогана и премьер-министра Пакистана Мухаммада Шахбаза Шарифа.

### Конфликт в Нагорном Карабахе
27 сентября 2020 года в Нагорном Карабахе начались крупномасштабные боевые действия, которые продолжались до 10 ноября. 10 ноября 2020 года президент Азербайджана, премьер-министр Армении и президент России подписали заявление о прекращении огня. В ходе боевых действий под контроль Азербайджанской армии перешли 5 городов (Джебраил, Физули, Зангилан, Губадлы, Шуша), 4 посёлка, 240 сёл. Был восстановлен контроль над азербайджано-иранской границей.
По условиям соглашения, Кельбаджарский район должен был быть возвращён под азербайджанский контроль до 15 ноября 2020 года (позже по просьбе армянской стороны Азербайджан согласился продлить срок до 25 ноября), Агдамский район — до 20 ноября 2020 года, Лачинский район — до 1 декабря 2020 года.